# Modifiche territoriali e amministrative dei comuni della Campania
Questa pagina riassume tutte le modifiche territoriali ed amministrative dei comuni campani dall'Unità ad oggi.
| Cod. Belfiore | Comune                       | Provincia       | Anno | Evento                                | Comune                                  | Provincia       |
| ------------- | ---------------------------- | --------------- | ---- | ------------------------------------- | --------------------------------------- | --------------- |
| A015          | Accadia                      | FG Puglia       | 1861 | Cambia Provincia e Regione a          |                                         | AV              |
| A015          | Accadia                      | AV              | 1927 | Cambia Provincia e Regione a          |                                         | FG Puglia       |
| A024          | Acerra                       | Terra di Lavoro | 1927 | Cambia Provincia a                    |                                         | NA              |
| A032          | Acquafondata                 | Terra di Lavoro | 1902 | Staccato dal Comune di                | Viticuso ed Acquafondata                | Terra di Lavoro |
| A032          | Acquafondata                 | Terra di Lavoro | 1927 | Cambia Provincia e Regione a          |                                         | FR Lazio        |
| A081          | Agnone                       | Terra di Lavoro | 1862 | Cambia denominazione in               | Villa Latina                            | Terra di Lavoro |
| A081          | Villa Latina                 | Terra di Lavoro | 1927 | Cambia Provincia e Regione a          |                                         | FR Lazio        |
| A101          | Ajello                       | AV              | 1863 | Cambia denominazione in               | Ajello del Sebeto                       | AV              |
| A101          | Ajello del Sebeto            | AV              | 1863 | Cambia denominazione in               | Aiello del Sabato                       | AV              |
| A106          | Ailano                       | Terra di Lavoro | 1927 | Cambia Provincia a                    |                                         | NA              |
| A106          | Ailano                       | NA              | 1945 | Cambia Provincia a                    |                                         | CE              |
| A110          | Airola                       | Terra di Lavoro | 1861 | Cambia Provincia a                    |                                         | BN              |
| A133          | Albanova                     | Terra di Lavoro | 1927 | Cambia Provincia a                    |                                         | NA              |
| A133          | Albanova                     | NA              | 1945 | Cambia provincia a                    |                                         | CE              |
| A133          | Albanova                     | CE              | 1946 | Suddiviso fra i comuni di             | Casal di Principe San Cipriano d'Aversa | CE              |
| A200          | Alife                        | Terra di Lavoro | 1927 | Cambia Provincia a                    |                                         | BN              |
| A200          | Alife                        | BN              | 1945 | Cambia Provincia a                    |                                         | CE              |
| A228          | Altavilla                    | AV              | 1862 | Cambia denominazione in               | Altavilla Irpina                        | AV              |
| A230          | Altavilla                    | SA              | 1862 | Cambia denominazione in               | Altavilla Silentina                     | SA              |
| A243          | Alvignano                    | Terra di Lavoro | 1927 | Cambia Provincia a                    |                                         | BN              |
| A243          | Alvignano                    | BN              | 1945 | Cambia Provincia a                    |                                         | CE              |
| A244          | Alvito                       | Terra di Lavoro | 1927 | Cambia Provincia e Regione a          |                                         | FR Lazio        |
| A265          | Amorosi                      | Terra di Lavoro | 1861 | Cambia Provincia a                    |                                         | BN              |
| A268          | Anacapri                     | NA              | 1927 | Aggregato al Com. di                  | Capri                                   | NA              |
| A268          | Anacapri                     | NA              | 1946 | Ristaccato dal Com. di                | Capri                                   | NA              |
| A320          | Anzano                       | FG Puglia       | 1861 | Cambia Provincia e Regione a          |                                         | AV              |
| A320          | Anzano                       | AV              | 1862 | Cambia denominazione in               | Anzano degli Irpini                     | AV              |
| A320          | Anzano degli Irpini          | AV              | 1929 | Cambia Provincia e Regione a          |                                         | FG Puglia       |
| A320          | Anzano degli Irpini          | AV              | 1931 | Cambia denominazione in               | Anzano di Puglia                        | FG Puglia       |
| A328          | Apice                        | AV              | 1861 | Cambia Provincia a                    |                                         | BN              |
| A330          | Apollosa                     | AV              | 1861 | Cambia Provincia a                    |                                         | BN              |
| A347          | Carbonara                    | AV              | 1862 | Cambia denominazione in               | Aquilonia                               | AV              |
| A348          | Aquino                       | Terra di Lavoro | 1927 | Cambia Provincia e Regione a          |                                         | FR Lazio        |
| A363          | Arce                         | Terra di Lavoro | 1927 | Cambia Provincia e Regione a          |                                         | FR Lazio        |
| A399          | Ariano                       | AV              | 1868 | Cambia denominazione in               | Ariano di Puglia                        | AV              |
| A399          | Ariano di Puglia             | AV              | 1930 | Cambia denominazione in               | Ariano Irpino                           | AV              |
| A403          | Arienzo                      | Terra di Lavoro | 1927 | Cambia Provincia a                    |                                         | NA              |
| A403          | Arienzo                      | NA              | 1928 | Aggregato al Nuovo Com. di            | Arienzo San Felice                      | NA              |
| A403          | Arienzo                      | CE              | 1946 | Ristaccato dal Com. di                | Arienzo San Felice                      | CE              |
| A404          | Arienzo San Felice           | NA              | 1945 | Cambia Provincia a                    |                                         | CE              |
| A404          | Arienzo San Felice           | CE              | 1946 | Suddiviso fra i comuni di             | Arienzo San Felice a Cancello           | CE              |
| A431          | Arpaia                       | Terra di Lavoro | 1861 | Cambia Provincia a                    |                                         | BN              |
| A433          | Arpino                       | Terra di Lavoro | 1927 | Cambia Provincia e Regione a          |                                         | FR Lazio        |
| A483          | Atella di Napoli             | NA              | 1945 | Cambia Provincia a                    |                                         | CE              |
| A484          | Atena                        | SA              | 1880 | Cambia denominazione in               | Atena Lucana                            | SA              |
| A486          | Atina                        | Terra di Lavoro | 1927 | Cambia Provincia e Regione a          |                                         | FR Lazio        |
| A487          | Atrani                       | SA              | 1929 | Aggregato al Com. di                  | Amalfi                                  | SA              |
| A487          | Atrani                       | SA              | 1945 | Ristaccato dal Com. di                | Amalfi                                  | SA              |
| A502          | Fratte                       | Terra di Lavoro | 1862 | Cambia denominazione in               | Ausonia                                 | Terra di Lavoro |
| A502          | Ausonia                      | Terra di Lavoro | 1927 | Cambia Provincia e Regione a          |                                         | FR Lazio        |
| A508          | Avella                       | Terra di Lavoro | 1861 | Cambia Provincia a                    |                                         | AV              |
| A512          | Aversa                       | Terra di Lavoro | 1927 | Cambia Provincia a                    |                                         | NA              |
| A512          | Aversa                       | NA              | 1945 | Cambia Provincia a                    |                                         | CE              |
| A535          | Bacoli                       | NA              | 1919 | Staccato dal Com. di                  | Pozzuoli                                | NA              |
| A549          | Bagnara                      | BN              | 1863 | Cambia denominazione in               | Bagnara di Benevento                    | BN              |
| A549          | Bagnara di Benevento         | BN              | 1865 | Aggregato al Com. di                  | Sant'Angelo a Cupolo                    | BN              |
| A566          | Bagnoli                      | AV              | 1862 | Cambia denominazione in               | Bagnoli Irpino                          | AV              |
| A579          | Baia e Latina                | Terra di Lavoro | 1927 | Cambia Provincia a                    |                                         | BN              |
| A579          | Baia e Latina                | BN              | 1945 | Cambia Provincia a                    |                                         | CE              |
| A580          | Baiano                       | Terra di Lavoro | 1861 | Cambia Provincia a                    |                                         | AV              |
| A617          | Barano                       | NA              | 1863 | Cambia denominazione in               | Barano d'Ischia                         | NA              |
| A617          | Barano d'Ischia              | NA              | 1938 | Aggregato al Com. di                  | Ischia                                  | NA              |
| A617          | Barano d'Ischia              | NA              | 1945 | Ristaccato dal Com. di                | Ischia                                  | NA              |
| A675          | Barra                        | NA              | 1925 | Aggregato al Com. di                  | Napoli                                  | NA              |
| A696          | Baselice                     | CB Abruzzo      | 1861 | Cambia Provincia e Regione a          |                                         | BN              |
| A717          | Battipaglia                  | SA              | 1929 | Staccato (in parte) dal Com. di       | Eboli                                   | SA              |
| A717          | Battipaglia                  | SA              | 1929 | Staccato (in parte) dal Com. di       | Montecorvino Rovella                    | SA              |
| A753          | Bellizzi                     | AV              | 1934 | Cambia denominazione in               | Bellizzi Irpino                         | AV              |
| A753          | Bellizzi Irpino              | AV              | 1938 | Aggregato al Com. di                  | Avellino                                | AV              |
| A755          | Bellona                      | Terra di Lavoro | 1927 | Cambia Provincia a                    |                                         | NA              |
| A755          | Bellona                      | NA              | 1928 | Aggregato al Nuovo Com. di            | Villa Volturno                          | NA              |
| A755          | Bellona                      | CE              | 1946 | Ristaccato dal Com. di                | Villa Volturno                          | CE              |
| A763          | Belmonte                     | Terra di Lavoro | 1862 | Cambia denominazione in               | Belmonte Castello                       | Terra di Lavoro |
| A763          | Belmonte Castello            | Terra di Lavoro | 1862 | Cambia Provincia e Regione a          |                                         | FR Lazio        |
| A970          | Bonea                        | AV              | 1861 | Cambia Provincia a                    |                                         | BN              |
| B076          | Boscoreale                   | NA              | 1928 | Aggregato al Com. di                  | Torre Annunziata                        | NA              |
| B076          | Boscoreale                   | NA              | 1946 | Ristaccato dal Com. di                | Torre Annunziata                        | NA              |
| B077          | Boscotrecase                 | NA              | 1928 | Aggregato al Com. di                  | Torre Annunziata                        | NA              |
| B077          | Boscotrecase                 | NA              | 1946 | Ristaccato dal Com. di                | Torre Annunziata                        | NA              |
| B195          | Brocco                       | Terra di Lavoro | 1927 | Cambia Provincia e Regione a          |                                         | FR Lazio        |
| B227          | Brusciano                    | Terra di Lavoro | 1927 | Cambia Provincia a                    |                                         | NA              |
| B239          | Bucciano                     | Terra di Lavoro | 1861 | Cambia Provincia a                    |                                         | BN              |
| B267          | Buonalbergo                  | AV              | 1861 | Cambia Provincia a                    |                                         | BN              |
| B361          | Caianello                    | Terra di Lavoro | 1927 | Cambia Provincia a                    |                                         | NA              |
| B361          | Caianello                    | NA              | 1945 | Cambia Provincia a                    |                                         | CE              |
| B362          | Caiazzo                      | Terra di Lavoro | 1927 | Cambia Provincia a                    |                                         | BN              |
| B362          | Caiazzo                      | BN              | 1945 | Cambia Provincia a                    |                                         | CE              |
| B444          | Calvi                        | BN              | 1958 | Staccato dal Com. di                  | Calvi San Nazzaro                       | BN              |
| B445          | Calvi                        | Terra di Lavoro | 1862 | Cambia denominazione in               | Calvi Risorta                           | CE              |
| B445          | Calvi Risorta                | Terra di Lavoro | 1927 | Cambia Provincia a                    |                                         | NA              |
| B445          | Calvi Risorta                | NA              | 1945 | Cambia Provincia a                    |                                         | CE              |
| B449          | San Nazzaro                  | AV              | 1861 | Cambia Provincia a                    |                                         | BN              |
| B449          | San Nazzaro                  | BN              | 1863 | Cambia denominazione in               | San Nazzaro Calvi                       | BN              |
| B449          | San Nazzaro Calvi            | BN              | 1951 | Cambia denominazione in               | Calvi San Nazzaro                       | BN              |
| B449          | Calvi San Nazzaro            | BN              | 1958 | Aggregato (in Parte) al Com. di       | Calvi                                   | BN              |
| B449          | Calvi San Nazzaro            | BN              | 1958 | Aggregato (in Parte) al Com. di       | San Nazzaro                             | BN              |
| B477          | Camigliano                   | Terra di Lavoro | 1927 | Cambia Provincia a                    |                                         | NA              |
| B477          | Camigliano                   | NA              | 1945 | Cambia Provincia a                    |                                         | CE              |
| B494          | Campagnano                   | Terra di Lavoro | 1862 | Cambia denominazione in               | Castello di Campagnano                  | Terra di Lavoro |
| B494          | Castello di Campagnano       | Terra di Lavoro | 1916 | Cambia denominazione in               | Castel Campagnano                       | Terra di Lavoro |
| B494          | Castel Campagnano            | Terra di Lavoro | 1927 | Cambia Provincia a                    |                                         | BN              |
| B494          | Castel Campagnano            | BN              | 1945 | Cambia Provincia a                    |                                         | CE              |
| B527          | Campodimele                  | Terra di Lavoro | 1927 | Cambia Provincia e Regione a          |                                         | RM Lazio        |
| B541          | Campolattaro                 | CB Abruzzo      | 1861 | Cambia Provincia e Regione a          |                                         | BN              |
| B542          | Campoli                      | AV              | 1861 | Cambia Provincia a                    |                                         | BN              |
| B542          | Campoli                      | BN              | 1863 | Cambia denominazione in               | Campoli del Monte Taburno               | BN              |
| B543          | Campoli                      | Terra di Lavoro | 1863 | Cambia denominazione in               | Campoli Appennino                       | Terra di Lavoro |
| B543          | Campoli Appennino            | Terra di Lavoro | 1927 | Cambia Provincia e Regione a          |                                         | FR Lazio        |
| B565          | Camposano                    | Terra di Lavoro | 1927 | Cambia Provincia a                    |                                         | NA              |
| B581          | Cancello ed Arnone           | Terra di Lavoro | 1927 | Cambia Provincia a                    |                                         | NA              |
| B581          | Cancello ed Arnone           | NA              | 1945 | Cambia Provincia a                    |                                         | CE              |
| B608          | Cannalonga                   | SA              | 1928 | Aggregato al Com. di                  | Vallo della Lucania                     | SA              |
| B608          | Cannalonga                   | SA              | 1946 | Ristaccato dal Com. di                | Vallo della Lucania                     | SA              |
| B657          | Policastro del Golfo         | SA              | 1938 | Cambia denominazione in               | Capitello                               | SA              |
| B667          | Capodrise                    | Terra di Lavoro | 1927 | Cambia Provincia a                    |                                         | NA              |
| B667          | Capodrise                    | NA              | 1928 | Aggregato al Com. di                  | Marcianise                              | NA              |
| B667          | Capodrise                    | CE              | 1946 | Ristaccato dal Com. di                | Marcianise                              | CE              |
| B704          | Capriati                     | Terra di Lavoro | 1862 | Cambia denominazione in               | Capriati a Volturno                     | Terra di Lavoro |
| B704          | Capriati a Volturno          | Terra di Lavoro | 1927 | Cambia Provincia e Regione a          |                                         | CB Abruzzo      |
| B704          | Capriati a Volturno          | CB Abruzzo      | 1945 | Cambia Provincia e Regione a          |                                         | CE              |
| B706          | Capriglia                    | AV              | 1863 | Cambia denominazione in               | Capriglia Irpina                        | AV              |
| B715          | Capua                        | Terra di Lavoro | 1927 | Cambia Provincia a                    |                                         | NA              |
| B715          | Capua                        | NA              | 1945 | Cambia Provincia a                    |                                         | CE              |
| B740          | Carbonara                    | Terra di Lavoro | 1862 | Cambia denominazione in               | Carbonara di Nola                       | Terra di Lavoro |
| B740          | Carbonara di Nola            | Terra di Lavoro | 1927 | Cambia Provincia a                    |                                         | NA              |
| B759          | Cardito                      | Terra di Lavoro | 1927 | Cambia Provincia a                    |                                         | NA              |
| B779          | Carinaro                     | Terra di Lavoro | 1927 | Cambia Provincia a                    |                                         | NA              |
| B779          | Carinaro                     | NA              | 1929 | Aggregato al Com. di                  | Aversa                                  | NA              |
| B779          | Carinaro                     | CE              | 1946 | Ristaccato dal Com. di                | Aversa                                  | CE              |
| B781          | Carinola                     | Terra di Lavoro | 1927 | Cambia Provincia a                    |                                         | NA              |
| B781          | Carinola                     | NA              | 1945 | Cambia Provincia a                    |                                         | CE              |
| B860          | Casanova                     | Terra di Lavoro | 1863 | Cambia denominazione in               | Casanova e Coccagna                     | Terra di Lavoro |
| B860          | Casanova e Coccagna          | Terra di Lavoro | 1872 | Cambia denominazione in               | Casagiove                               | Terra di Lavoro |
| B860          | Casagiove                    | Terra di Lavoro | 1927 | Cambia Provincia a                    |                                         | NA              |
| B860          | Casagiove                    | NA              | 1928 | Aggregato al Com. di                  | Caserta                                 | NA              |
| B860          | Casagiove                    | CE              | 1946 | Ristaccato dal Com. di                | Caserta                                 | CE              |
| B862          | Casalattico                  | Terra di Lavoro | 1927 | Cambia Provincia e Regione a          |                                         | FR Lazio        |
| B863          | Casalba                      | NA              | 1945 | Cambia Provincia a                    |                                         | CE              |
| B868          | Casalnuovo                   | SA              | 1862 | Cambia denominazione in               | Casalbuono                              | SA              |
| B872          | Casal di Principe            | Terra di Lavoro | 1927 | Cambia Provincia a                    |                                         | NA              |
| B872          | Casal di Principe            | NA              | 1928 | Aggregato al Nuovo Com. di            | Albanova                                | NA              |
| B872          | Casal di Principe            | CE              | 1946 | Ristaccato dal Com. di                | Albanova                                | CE              |
| B873          | Casalduni                    | CB Abruzzo      | 1861 | Cambia Provincia e Regione a          |                                         | BN              |
| B888          | Casaletto                    | SA              | 1862 | Cambia denominazione in               | Casaletto Spartano                      | SA              |
| B895          | Casalicchio                  | SA              | 1893 | Cambia denominazione in               | Casal Velino                            | SA              |
| B905          | Casalnuovo                   | NA              | 1863 | Cambia denominazione in               | Casalnuovo di Napoli                    | NA              |
| B916          | Casaluce                     | Terra di Lavoro | 1927 | Cambia Provincia a                    |                                         | NA              |
| B916          | Casaluce                     | NA              | 1929 | Aggregato al Nuovo Com. di            | Fertilia                                | NA              |
| B916          | Casaluce                     | CE              | 1946 | Ristaccato dal Com. di                | Fertilia                                | CE              |
| B919          | Casalvieri                   | Terra di Lavoro | 1927 | Cambia Provincia e Regione a          |                                         | FR Lazio        |
| B922          | Casamarciano                 | Terra di Lavoro | 1927 | Cambia Provincia a                    |                                         | NA              |
| B924          | Casamicciola                 | NA              | 1938 | Aggregato al Com. di                  | Ischia                                  | NA              |
| B924          | Casamicciola                 | NA              | 1945 | Ristaccato dal Com. di                | Ischia                                  | NA              |
| B924          | Casamicciola                 | NA              | 1956 | Cambia denominazione in               | Casamicciola Terme                      | NA              |
| B935          | Casapulla                    | Terra di Lavoro | 1927 | Cambia Provincia a                    |                                         | NA              |
| B935          | Casapulla                    | NA              | 1928 | Aggregato al Com. di                  | Santa Maria Capua Vetere                | NA              |
| B935          | Casapulla                    | CE              | 1946 | Ristaccato dal Com. di                | Santa Maria Capua Vetere                | CE              |
| B946          | Casavatore                   | NA              | 1946 | Staccato dal Com. di                  | Casoria                                 | NA              |
| B959          | Caselle                      | SA              | 1863 | Cambia denominazione in               | Caselle in Pittari                      | SA              |
| B963          | Caserta                      | Terra di Lavoro | 1927 | Cambia Provincia a                    |                                         | NA              |
| B963          | Caserta                      | NA              | 1945 | Cambia Provincia a                    |                                         | CE              |
| B980          | Casola                       | NA              | 1863 | Cambia denominazione in               | Casola di Napoli                        | NA              |
| B997          | Cassano                      | AV              | 1863 | Cambia denominazione in               | Cassano Irpino                          | AV              |
| C034          | San Germano                  | Terra di Lavoro | 1863 | Cambia denominazione in               | Cassino                                 | Terra di Lavoro |
| C034          | Cassino                      | Terra di Lavoro | 1927 | Cambia Provincia e Regione a          |                                         | FR Lazio        |
| C069          | Castelluccia                 | SA              | 1863 | Cambia denominazione in               | Castelcivita                            | SA              |
| C097          | Sasso                        | Terra di Lavoro | 1863 | Cambia denominazione in               | Castel di Sasso                         | Terra di Lavoro |
| C097          | Castel di Sasso              | Terra di Lavoro | 1927 | Cambia Provincia a                    |                                         | NA              |
| C097          | Castel di Sasso              | NA              | 1945 | Cambia Provincia a                    |                                         | CE              |
| C104          | Castelforte                  | Terra di Lavoro | 1927 | Cambia Provincia e Regione a          |                                         | RM Lazio        |
| C106          | Castelfranco in Miscano      | FG Puglia       | 1861 | Cambia Provincia e Regione a          |                                         | BN              |
| C129          | Castellammare                | NA              | 1863 | Cambia denominazione in               | Castellammare di Stabia                 | NA              |
| C177          | Castelluccio                 | Terra di Lavoro | 1862 | Cambia denominazione in               | Castelluccio di Sora                    | Terra di Lavoro |
| C177          | Castelluccio di Sora         | Terra di Lavoro | 1878 | Cambia denominazione in               | Castelliri                              | Terra di Lavoro |
| C177          | Castelliri                   | Terra di Lavoro | 1927 | Cambia Provincia e Regione a          |                                         | FR Lazio        |
| C178          | Castello                     | Terra di Lavoro | 1862 | Cambia denominazione in               | Castello d'Alife                        | Terra di Lavoro |
| C178          | Castello d'Alife             | Terra di Lavoro | 1927 | Cambia Provincia a                    |                                         | BN              |
| C178          | Castello d'Alife             | BN              | 1945 | Cambia Provincia a                    |                                         | CE              |
| C178          | Castello d'Alife             | CE              | 1970 | Cambia denominazione in               | Castello del Matese                     | CE              |
| C188          | Cisterna                     | Terra di Lavoro | 1862 | Cambia denominazione in               | Castello di Cisterna                    | Terra di Lavoro |
| C188          | Castello di Cisterna         | Terra di Lavoro | 1927 | Cambia Provincia a                    |                                         | NA              |
| C192          | Castellone al Volturno       | Terra di Lavoro | 1861 | Cambia Provincia e Regione a          |                                         | CB Abruzzo      |
| C193          | Castellonorato               | Terra di Lavoro | 1927 | Cambia Provincia e Regione a          |                                         | RM Lazio        |
| C211          | Morrone                      | Terra di Lavoro | 1862 | Cambia denominazione in               | Castel Morrone                          | Terra di Lavoro |
| C211          | Castel Morrone               | Terra di Lavoro | 1927 | Cambia Provincia a                    |                                         | NA              |
| C211          | Castel Morrone               | NA              | 1945 | Cambia Provincia a                    |                                         | CE              |
| C223          | Castelnuovo                  | Terra di Lavoro | 1862 | Cambia denominazione in               | Castelnuovo Parano                      | Terra di Lavoro |
| C223          | Castelnuovo Parano           | Terra di Lavoro | 1927 | Cambia Provincia e Regione a          |                                         | FR Lazio        |
| C245          | Castelpagano                 | CB Abruzzo      | 1861 | Cambia Provincia e Regione a          |                                         | BN              |
| C250          | Castelpoto                   | AV              | 1861 | Cambia Provincia a                    |                                         | BN              |
| C256          | Castel Ruggero               | SA              | 1929 | Aggregato al Com. di                  | Torre Orsaia                            | SA              |
| C259          | San Giorgio                  | SA              | 1863 | Cambia denominazione in               | Castel San Giorgio                      | SA              |
| C270          | Castel San Vincenzo          | Terra di Lavoro | 1861 | Cambia Regione Ante Nascitam          |                                         | CB Abruzzo      |
| C280          | Castelvenere                 | Terra di Lavoro | 1861 | Cambia Provincia a                    |                                         | BN              |
| C283          | Castelvetere                 | AV              | 1862 | Cambia denominazione in               | Castelvetere di Calore                  | AV              |
| C283          | Castelvetere di Calore       | AV              | 1950 | Cambia denominazione in               | Castelvetere sul Calore                 | AV              |
| C284          | Castelvetere                 | CB Abruzzo      | 1861 | Cambia Provincia e Regione a          |                                         | BN              |
| C284          | Castelvetere                 | BN              | 1863 | Cambia denominazione in               | Castelvetere in Val Fortore             | BN              |
| C291          | Castel Volturno              | Terra di Lavoro | 1927 | Cambia Provincia a                    |                                         | NA              |
| C291          | Castel Volturno              | NA              | 1945 | Cambia Provincia a                    |                                         | CE              |
| C306          | Castiglione                  | SA              | 1862 | Cambia denominazione in               | Castiglione del Genovesi                | SA              |
| C306          | Castiglione del Genovesi     | SA              | 1929 | Aggregato al Com. di                  | San Cipriano Picentino                  | SA              |
| C306          | Castiglione del Genovesi     | SA              | 1946 | Ristaccato dal Com. di                | San Cipriano Picentino                  | SA              |
| C340          | Palazzolo                    | Terra di Lavoro | 1863 | Cambia denominazione in               | Palazzolo di Castrocielo                | Terra di Lavoro |
| C340          | Palazzolo di Castrocielo     | Terra di Lavoro | 1882 | Cambia denominazione in               | Castrocielo                             | Terra di Lavoro |
| C340          | Castrocielo                  | Terra di Lavoro | 1927 | Cambia Provincia e Regione a          |                                         | FR Lazio        |
| C359          | Cautano                      | AV              | 1861 | Cambia Provincia a                    |                                         | BN              |
| C361          | Cava                         | SA              | 1862 | Cambia denominazione in               | Cava de' Tirreni                        | SA              |
| C444          | Celle                        | SA              | 1862 | Cambia denominazione in               | Celle di Bulgheria                      | SA              |
| C476          | Ceppaloni                    | AV              | 1861 | Cambia Provincia a                    |                                         | BN              |
| C486          | Cercemaggiore                | CB Abruzzo      | 1861 | Cambia Provincia e Regione a          |                                         | BN              |
| C486          | Cercemaggiore                | BN              | 1927 | Cambia Provincia e Regione a          |                                         | CB Abruzzo      |
| C495          | Massa di Somma               | NA              | 1877 | Cambia denominazione in               | Cercola                                 | NA              |
| C525          | Cerreto                      | Terra di Lavoro | 1861 | Cambia Provincia a                    |                                         | BN              |
| C525          | Cerreto                      | BN              | 1863 | Cambia denominazione in               | Cerreto Sannita                         | BN              |
| C534          | Cerro                        | Terra di Lavoro | 1861 | Cambia Provincia e Regione a          |                                         | CB Abruzzo      |
| C545          | Cervaro                      | Terra di Lavoro | 1927 | Cambia Provincia e Regione a          |                                         | FR Lazio        |
| C558          | Cervino                      | Terra di Lavoro | 1927 | Cambia Provincia a                    |                                         | NA              |
| C558          | Cervino                      | NA              | 1945 | Cambia Provincia a                    |                                         | CE              |
| C561          | Cesa                         | Terra di Lavoro | 1927 | Cambia Provincia a                    |                                         | NA              |
| C561          | Cesa                         | NA              | 1945 | Cambia Provincia a                    |                                         | CE              |
| C576          | Cesinali                     | AV              | 1927 | Aggregato al Com. di                  | Aiello del Sabato                       | AV              |
| C576          | Cesinali                     | AV              | 1950 | Ristaccato dal Com. di                | Aiello del Sabato                       | AV              |
| C603          | Chiaiano                     | NA              | 1863 | Cambia denominazione in               | Chiaiano ed Uniti                       | NA              |
| C603          | Chiaiano ed Uniti            | NA              | 1926 | Aggregato al Com. di                  | Napoli                                  | NA              |
| C607          | Chianchetelle                | AV              | 1927 | Aggregato al Com. di                  | Chianche                                | AV              |
| C659          | Chiusano                     | AV              | 1862 | Cambia denominazione in               | Chiusano di San Domenico                | AV              |
| C675          | Cicciano                     | Terra di Lavoro | 1927 | Cambia Provincia a                    |                                         | NA              |
| C697          | Cimitile                     | Terra di Lavoro | 1927 | Cambia Provincia a                    |                                         | NA              |
| C716          | Ciorlano                     | Terra di Lavoro | 1927 | Cambia Provincia e Regione a          |                                         | CB Abruzzo      |
| C716          | Ciorlano                     | CB Abruzzo      | 1945 | Cambia Provincia e Regione a          |                                         | CE              |
| C719          | Circello                     | CB Abruzzo      | 1861 | Cambia Provincia e Regione a          |                                         | BN              |
| C775          | Civitella                    | Terra di Lavoro | 1861 | Cambia Provincia a                    |                                         | BN              |
| C775          | Civitella                    | BN              | 1863 | Cambia denominazione in               | Civitella Licinio                       | BN              |
| C775          | Civitella Licinio            | BN              | 1867 | Aggregato al Com. di                  | Cusano Mutri                            | BN              |
| C836          | Colfelice                    | Terra di Lavoro | 1923 | Staccato dal Com. di                  | Rocca d'Arce                            | Terra di Lavoro |
| C836          | Colfelice                    | Terra di Lavoro | 1927 | Cambia Provincia e Regione a          |                                         | FR Lazio        |
| C846          | Colle                        | CB Abruzzo      | 1861 | Cambia Provincia e Regione a          |                                         | BN              |
| C846          | Colle                        | BN              | 1863 | Cambia denominazione in               | Colle Sannita                           | BN              |
| C870          | Colle San Magno              | Terra di Lavoro | 1927 | Cambia Provincia e Regione a          |                                         | FR Lazio        |
| C878          | Colli                        | Terra di Lavoro | 1861 | Cambia Provincia e Regione a          |                                         | CB Abruzzo      |
| C929          | Cumignano                    | Terra di Lavoro | 1863 | Cambia denominazione in               | Cumignano e Gallo di Nola               | Terra di Lavoro |
| C929          | Cumignano e Gallo di Nola    | Terra di Lavoro | 1909 | Cambia denominazione in               | Comiziano                               | Terra di Lavoro |
| C929          | Comiziano                    | Terra di Lavoro | 1927 | Cambia Provincia a                    |                                         | NA              |
| C939          | Conca                        | Terra di Lavoro | 1862 | Cambia denominazione in               | Conca della Campania                    | Terra di Lavoro |
| C939          | Conca della Campania         | Terra di Lavoro | 1927 | Cambia Provincia a                    |                                         | NA              |
| C939          | Conca della Campania         | NA              | 1945 | Cambia Provincia a                    |                                         | CE              |
| C940          | Conca                        | SA              | 1863 | Cambia denominazione in               | Conca dei Marini                        | SA              |
| C941          | Conca Casale                 | Terra di Lavoro | 1861 | Cambia Regione Ante Nascitam          |                                         | CB Abruzzo      |
| C974          | Contursi                     | SA              | 1974 | Cambia denominazione in               | Contursi Terme                          | SA              |
| C998          | Coreno                       | Terra di Lavoro | 1862 | Cambia denominazione in               | Coreno Ausonio                          | Terra di Lavoro |
| C998          | Coreno Ausonio               | Terra di Lavoro | 1927 | Cambia Provincia e Regione a          |                                         | FR Lazio        |
| D011          | Corleto                      | SA              | 1863 | Cambia denominazione in               | Corleto Monforte                        | SA              |
| D170          | Crispano                     | Terra di Lavoro | 1927 | Cambia Provincia a                    |                                         | NA              |
| D195          | Cuccaro                      | SA              | 1862 | Cambia denominazione in               | Cuccaro Vetere                          | SA              |
| D228          | Curti                        | Terra di Lavoro | 1927 | Cambia Provincia a                    |                                         | NA              |
| D228          | Curti                        | NA              | 1928 | Aggregato al Com. di                  | Santa Maria Capua Vetere                | NA              |
| D228          | Curti                        | CE              | 1946 | Ristaccato dal Com. di                | Santa Maria Capua Vetere                | CE              |
| D230          | Cusano                       | Terra di Lavoro | 1861 | Cambia Provincia a                    |                                         | BN              |
| D230          | Cusano                       | BN              | 1863 | Cambia denominazione in               | Cusano Mutri                            | BN              |
| D292          | Diano                        | SA              | 1862 | Cambia denominazione in               | Teggiano                                | SA              |
| D331          | Domicella                    | Terra di Lavoro | 1861 | Cambia Provincia a                    |                                         | AV              |
| D361          | Dragoni                      | Terra di Lavoro | 1927 | Cambia Provincia a                    |                                         | BN              |
| D361          | Dragoni                      | BN              | 1945 | Cambia Provincia a                    |                                         | CE              |
| D380          | Dugenta                      | BN              | 1956 | Staccato dal Com. di                  | Melizzano                               | BN              |
| D386          | Durazzano                    | Terra di Lavoro | 1861 | Cambia Provincia a                    |                                         | BN              |
| D393          | Elena                        | Terra di Lavoro | 1897 | Staccato dal Com. di                  | Gaeta                                   | Terra di Lavoro |
| D393          | Elena                        | Terra di Lavoro | 1927 | Aggregato al Com. di                  | Gaeta                                   | Terra di Lavoro |
| D393          | Elena                        | Terra di Lavoro | 1927 | Cambia Regione Post Mortem            |                                         | RM Lazio        |
| D440          | Esperia                      | Terra di Lavoro | 1927 | Cambia Provincia e Regione a          |                                         | FR Lazio        |
| D469          | Faicchio                     | Terra di Lavoro | 1861 | Cambia Provincia a                    |                                         | BN              |
| D471          | Falciano del Massico         | CE              | 1964 | Staccato dal Com. di                  | Carinola                                | CE              |
| D558          | Fertilia                     | NA              | 1945 | Cambia Provincia a                    |                                         | CE              |
| D558          | Fertilia                     | CE              | 1946 | Suddiviso fra i comuni di             | Casaluce Teverola                       |                 |
| D595          | Filignano                    | Terra di Lavoro | 1861 | Cambia Provincia e Regione a          |                                         | CB Abruzzo      |
| D644          | Foglianise                   | AV              | 1861 | Cambia Provincia a                    |                                         | BN              |
| D647          | Fogna                        | SA              | 1875 | Aggregato al Com. di                  | Laurino                                 | SA              |
| D650          | Foiano                       | CB Abruzzo      | 1861 | Cambia Provincia e Regione a          |                                         | BN              |
| D650          | Foiano                       | BN              | 1863 | Cambia denominazione in               | Foiano di Val Fortore                   | BN              |
| D662          | Fondi                        | Terra di Lavoro | 1927 | Cambia Provincia e Regione a          |                                         | RM Lazio        |
| D667          | Fontana                      | Terra di Lavoro | 1863 | Cambia denominazione in               | Fontana Liri                            | Terra di Lavoro |
| D667          | Fontana Liri                 | Terra di Lavoro | 1927 | Cambia Provincia e Regione a          |                                         | FR Lazio        |
| D682          | Schiavi                      | Terra di Lavoro | 1862 | Cambia denominazione in               | Fontechiari                             | Terra di Lavoro |
| D682          | Fontechiari                  | Terra di Lavoro | 1927 | Cambia Provincia e Regione a          |                                         | FR Lazio        |
| D683          | Fossaceca                    | Terra di Lavoro | 1862 | Cambia denominazione in               | Fontegreca                              | Terra di Lavoro |
| D683          | Fontegreca                   | Terra di Lavoro | 1927 | Cambia Provincia e Regione a          |                                         | CB Abruzzo      |
| D683          | Fontegreca                   | CB Abruzzo      | 1945 | Cambia Provincia e Regione a          |                                         | CE              |
| D693          | Forchia                      | Terra di Lavoro | 1861 | Cambia Provincia a                    |                                         | BN              |
| D702          | Forio                        | NA              | 1938 | Aggregato al Com. di                  | Ischia                                  | NA              |
| D702          | Forio                        | NA              | 1945 | Ristaccato dal Com. di                | Ischia                                  | NA              |
| D708          | Mola e Castellone            | Terra di Lavoro | 1862 | Cambia denominazione in               | Formia                                  | Terra di Lavoro |
| D708          | Formia                       | Terra di Lavoro | 1927 | Cambia Provincia e Regione a          |                                         | RM Lazio        |
| D709          | Formicola                    | Terra di Lavoro | 1927 | Cambia Provincia a                    |                                         | NA              |
| D709          | Formicola                    | NA              | 1945 | Cambia Provincia a                    |                                         | CE              |
| D755          | Fragneto l'Abate             | AV              | 1861 | Cambia Provincia a                    |                                         | BN              |
| D756          | Fragneto Monforte            | AV              | 1861 | Cambia Provincia a                    |                                         | BN              |
| D769          | Francolise                   | Terra di Lavoro | 1927 | Cambia Provincia a                    |                                         | NA              |
| D769          | Francolise                   | NA              | 1945 | Cambia Provincia a                    |                                         | CE              |
| D784          | Frasso                       | Terra di Lavoro | 1861 | Cambia Provincia a                    |                                         | BN              |
| D784          | Frasso                       | BN              | 1863 | Cambia denominazione in               | Frasso Telesino                         | BN              |
| D789          | Frattamaggiore               | Terra di Lavoro | 1927 | Cambia Provincia a                    |                                         | NA              |
| D790          | Pomigliano di Atella         | Terra di Lavoro | 1890 | Cambia denominazione in               | Frattaminore                            | Terra di Lavoro |
| D790          | Frattaminore                 | Terra di Lavoro | 1927 | Cambia Provincia a                    |                                         | NA              |
| D799          | Frignano                     | NA              | 1945 | Cambia Provincia a                    |                                         | CE              |
| D800          | Frignano Maggiore            | Terra di Lavoro | 1927 | Cambia Provincia a                    |                                         | NA              |
| D800          | Frignano Maggiore            | NA              | 1929 | Aggregato al Nuovo Com. di            | Frignano                                | NA              |
| D800          | Frignano Maggiore            | CE              | 1946 | Ristaccato dal Com. di                | Frignano                                | CE              |
| D800          | Frignano Maggiore            | CE              | 1952 | Cambia denominazione in               | Frignano                                | CE              |
| D801          | Frignano Piccolo             | Terra di Lavoro | 1927 | Cambia Provincia a                    |                                         | NA              |
| D801          | Frignano Piccolo             | NA              | 1929 | Aggregato al Nuovo Com. di            | Frignano                                | NA              |
| D801          | Frignano Piccolo             | CE              | 1946 | Ristaccato dal Com. di                | Frignano                                | CE              |
| D801          | Frignano Piccolo             | CE              | 1950 | Cambia denominazione in               | Villa di Briano                         | CE              |
| D826          | Furore                       | SA              | 1928 | Aggregato al Com. di                  | Conca dei Marini                        | SA              |
| D826          | Furore                       | SA              | 1947 | Ristaccato dal Com. di                | Conca dei Marini                        | SA              |
| D843          | Gaeta                        | Terra di Lavoro | 1927 | Cambia Provincia e Regione a          |                                         | RM Lazio        |
| D866          | Galdo                        | SA              | 1928 | Aggregato al Com. di                  | Sicignano degli Alburni                 | SA              |
| D881          | Gallinaro                    | Terra di Lavoro | 1927 | Cambia Regione Ante Nascitam          |                                         | FR Lazio        |
| D884          | Gallo                        | Terra di Lavoro | 1927 | Cambia Provincia e Regione a          |                                         | CB Abruzzo      |
| D884          | Gallo                        | CB Abruzzo      | 1945 | Cambia Provincia e Regione a          |                                         | CE              |
| D884          | Gallo                        | CE              | 1986 | Cambia denominazione in               | Gallo Matese                            | CE              |
| D886          | Galluccio                    | Terra di Lavoro | 1927 | Cambia Provincia a                    |                                         | NA              |
| D886          | Galluccio                    | NA              | 1945 | Cambia Provincia a                    |                                         | CE              |
| E011          | Giano                        | Terra di Lavoro | 1863 | Cambia denominazione in               | Giano Vetusto                           | Terra di Lavoro |
| E011          | Giano Vetusto                | Terra di Lavoro | 1927 | Cambia Provincia a                    |                                         | NA              |
| E011          | Giano Vetusto                | NA              | 1929 | Aggregato al Com. di                  | Pignataro Maggiore                      | NA              |
| E011          | Giano Vetusto                | CE              | 1947 | Ristaccato dal Com. di                | Pignataro Maggiore                      | CE              |
| E026          | Giffoni Sei Casali           | SA              | 1929 | Aggregato al Com. di                  | San Cipriano Picentino                  | SA              |
| E026          | Giffoni Sei Casali           | SA              | 1944 | Ristaccato dal Com. di                | San Cipriano Picentino                  | SA              |
| E034          | Ginestra degli Schiavoni     | FG Puglia       | 1861 | Cambia Provincia e Regione a          |                                         | BN              |
| E039          | Gioia                        | Terra di Lavoro | 1862 | Cambia denominazione in               | Gioia Sannitica                         | Terra di Lavoro |
| E039          | Gioia Sannitica              | Terra di Lavoro | 1927 | Cambia Provincia a                    |                                         | BN              |
| E039          | Gioia Sannitica              | BN              | 1945 | Cambia Provincia a                    |                                         | CE              |
| E054          | Giugliano                    | NA              | 1863 | Cambia denominazione in               | Giugliano in Campania                   | NA              |
| E158          | Grazzanise                   | Terra di Lavoro | 1927 | Cambia Provincia a                    |                                         | NA              |
| E158          | Grazzanise                   | NA              | 1945 | Cambia Provincia a                    |                                         | CE              |
| E161          | Greci                        | FG Puglia       | 1861 | Cambia Provincia e Regione a          |                                         | AV              |
| E173          | Gricignano                   | Terra di Lavoro | 1871 | Cambia denominazione in               | Gricignano di Aversa                    | Terra di Lavoro |
| E173          | Gricignano di Aversa         | Terra di Lavoro | 1927 | Cambia Provincia a                    |                                         | NA              |
| E173          | Gricignano di Aversa         | NA              | 1929 | Aggregato al Com. di                  | Aversa                                  | NA              |
| E173          | Gricignano di Aversa         | CE              | 1946 | Ristaccato dal Com. di                | Aversa                                  | CE              |
| E224          | Grumo                        | NA              | 1863 | Cambia denominazione in               | Grumo Nevano                            | NA              |
| E249          | Guardia Sanframondi          | Terra di Lavoro | 1861 | Cambia Provincia a                    |                                         | BN              |
| E340          | Isola                        | Terra di Lavoro | 1863 | Cambia denominazione in               | Isola Presso Sora                       | Terra di Lavoro |
| E340          | Isola Presso Sora            | Terra di Lavoro | 1869 | Cambia denominazione in               | Isola del Liri                          | Terra di Lavoro |
| E340          | Isola del Liri               | Terra di Lavoro | 1927 | Cambia Provincia e Regione a          |                                         | FR Lazio        |
| E365          | Ispani                       | SA              | 1928 | Aggregato al Nuovo Com. di            | Capitello                               | SA              |
| E365          | Ispani                       | SA              | 1946 | Ristaccato dal Com. di                | Capitello                               | SA              |
| E375          | Itri                         | Terra di Lavoro | 1927 | Cambia Provincia e Regione a          |                                         | RM Lazio        |
| E396          | Lacco                        | NA              | 1863 | Cambia denominazione in               | Lacco Ameno                             | NA              |
| E396          | Lacco Ameno                  | NA              | 1938 | Aggregato al Com. di                  | Ischia                                  | NA              |
| E396          | Lacco Ameno                  | NA              | 1945 | Ristaccato dal Com. di                | Ischia                                  | NA              |
| E480          | Laureana                     | SA              | 1862 | Cambia denominazione in               | Laureana Cilento                        | SA              |
| E487          | Lauro                        | Terra di Lavoro | 1861 | Cambia Provincia a                    |                                         | AV              |
| E527          | Lenola                       | Terra di Lavoro | 1927 | Cambia Provincia e Regione a          |                                         | RM Lazio        |
| E554          | Letino                       | Terra di Lavoro | 1927 | Cambia Provincia e Regione a          |                                         | CB Abruzzo      |
| E554          | Letino                       | CB Abruzzo      | 1945 | Cambia Provincia e Regione a          |                                         | CE              |
| E570          | Schiavi di Formicola         | Terra di Lavoro | 1862 | Cambia denominazione in               | Liberi                                  | Terra di Lavoro |
| E570          | Liberi                       | Terra di Lavoro | 1927 | Cambia Provincia a                    |                                         | NA              |
| E570          | Liberi                       | NA              | 1945 | Cambia Provincia a                    |                                         | CE              |
| E577          | Licignano                    | Terra di Lavoro | 1886 | Cambia denominazione in               | Licignano di Napoli                     | Terra di Lavoro |
| E577          | Licignano di Napoli          | Terra di Lavoro | 1927 | Cambia Provincia a                    |                                         | NA              |
| E577          | Licignano di Napoli          | NA              | 1929 | Aggregato al Com. di                  | Casalnuovo di Napoli                    | NA              |
| E580          | Licusati                     | SA              | 1928 | Aggregato al Com. di                  | Camerota                                | SA              |
| E589          | Limatola                     | Terra di Lavoro | 1861 | Cambia Provincia a                    |                                         | BN              |
| E620          | Liveri                       | Terra di Lavoro | 1927 | Cambia Provincia a                    |                                         | NA              |
| E754          | Lusciano                     | CE              | 1946 | Staccato dal Com. di                  | Aversa                                  | CE              |
| E755          | Lusciano e Ducenta           | Terra di Lavoro | 1927 | Cambia Provincia a                    |                                         | NA              |
| E755          | Lusciano e Ducenta           | NA              | 1929 | Aggregato (in Parte) al Com. di       | Aversa                                  | NA              |
| E755          | Lusciano e Ducenta           | NA              | 1929 | Aggregato (in Parte) al Com. di       | Trentola-Ducenta                        | NA              |
| E771          | Luzzano                      | Terra di Lavoro | 1861 | Cambia Provincia a                    |                                         | BN              |
| E771          | Luzzano                      | BN              | 1867 | Aggregato al Com. di                  | Moiano                                  | BN              |
| E784          | Macerata                     | Terra di Lavoro | 1862 | Cambia denominazione in               | Macerata di Marcianise                  | Terra di Lavoro |
| E784          | Macerata di Marcianise       | Terra di Lavoro | 1925 | Cambia denominazione in               | Macerata Campania                       | Terra di Lavoro |
| E784          | Macerata Campania            | Terra di Lavoro | 1927 | Cambia Provincia a                    |                                         | NA              |
| E784          | Macerata Campania            | NA              | 1928 | Aggregato al Nuovo Com. di            | Casalba                                 | NA              |
| E784          | Macerata Campania            | CE              | 1946 | Ristaccato dal Com. di                | Casalba                                 | CE              |
| E791          | Maddaloni                    | Terra di Lavoro | 1927 | Cambia Provincia a                    |                                         | NA              |
| E791          | Maddaloni                    | NA              | 1945 | Cambia Provincia a                    |                                         | CE              |
| E906          | Marano                       | NA              | 1863 | Cambia denominazione in               | Marano di Napoli                        | NA              |
| E932          | Marcianise                   | Terra di Lavoro | 1927 | Cambia Provincia a                    |                                         | NA              |
| E932          | Marcianise                   | NA              | 1945 | Cambia Provincia a                    |                                         | CE              |
| E913          | Maranola                     | Terra di Lavoro | 1927 | Cambia Provincia e Regione a          |                                         | RM Lazio        |
| E954          | Mariglianella                | Terra di Lavoro | 1927 | Cambia Provincia a                    |                                         | NA              |
| E955          | Marigliano                   | Terra di Lavoro | 1927 | Cambia Provincia a                    |                                         | NA              |
| E997          | Marzano                      | Terra di Lavoro | 1861 | Cambia Provincia a                    |                                         | AV              |
| E997          | Marzano                      | AV              | 1862 | Cambia denominazione in               | Marzano di Nola                         | AV              |
| E998          | Marzano                      | Terra di Lavoro | 1863 | Cambia denominazione in               | Marzano Appio                           | Terra di Lavoro |
| E998          | Marzano Appio                | Terra di Lavoro | 1927 | Cambia Provincia a                    |                                         | NA              |
| E998          | Marzano Appio                | NA              | 1945 | Cambia Provincia a                    |                                         | CE              |
| F043          | Masserie                     | Terra di Lavoro | 1862 | Cambia denominazione in               | San Marco Evangelista                   | Terra di Lavoro |
| F043          | San Marco Evangelista        | Terra di Lavoro | 1927 | Cambia Provincia a                    |                                         | NA              |
| F043          | San Marco Evangelista        | NA              | 1928 | Aggregato al Com. di                  | Caserta                                 | NA              |
| F043          | San Marco Evangelista        | CE              | 1975 | Ristaccato dal Com. di                | Caserta                                 | CE              |
| F110          | Melito                       | AV              | 1862 | Cambia denominazione in               | Melito Valle Bonito                     | AV              |
| F110          | Melito Valle Bonito          | AV              | 1923 | Cambia denominazione in               | Melito Irpino                           | AV              |
| F111          | Melito                       | NA              | 1863 | Cambia denominazione in               | Melito di Napoli                        | NA              |
| F113          | Melizzano                    | Terra di Lavoro | 1861 | Cambia Provincia a                    |                                         | BN              |
| F138          | Mercato                      | SA              | 1864 | Cambia denominazione in               | Mercato San Severino                    | SA              |
| F138          | Mercato San Severino         | SA              | 1934 | Cambia denominazione in               | San Severino Rota                       | SA              |
| F138          | San Severino Rota            | SA              | 1945 | Cambia denominazione in               | Mercato San Severino                    | SA              |
| F162          | Meta                         | NA              | 1927 | Aggregato al Com. di                  | Sorrento                                | NA              |
| F162          | Meta                         | NA              | 1946 | Ristaccato dal Com. di                | Sorrento                                | NA              |
| F197          | Migliano                     | Terra di Lavoro | 1861 | Cambia Provincia a                    |                                         | AV              |
| F197          | Migliano                     | AV              | 1871 | Aggregato al Com. di                  | Lauro                                   | AV              |
| F203          | Mignano                      | Terra di Lavoro | 1927 | Cambia Provincia a                    |                                         | NA              |
| F203          | Mignano                      | NA              | 1945 | Cambia Provincia a                    |                                         | CE              |
| F203          | Mignano                      | CE              | 1948 | Cambia denominazione in               | Mignano Monte Lungo                     | CE              |
| F224          | Traetto                      | Terra di Lavoro | 1879 | Cambia denominazione in               | Minturno                                | Terra di Lavoro |
| F224          | Minturno                     | Terra di Lavoro | 1927 | Cambia Provincia e Regione a          |                                         | RM Lazio        |
| F230          | Mirabella                    | AV              | 1862 | Cambia denominazione in               | Mirabella Eclano                        | AV              |
| F274          | Moiano                       | Terra di Lavoro | 1861 | Cambia Provincia a                    |                                         | BN              |
| F278          | Mojo                         | SA              | 1863 | Cambia denominazione in               | Moio della Civitella                    | SA              |
| F278          | Moio della Civitella         | SA              | 1928 | Aggregato al Com. di                  | Vallo della Lucania                     | SA              |
| F278          | Moio della Civitella         | SA              | 1945 | Ristaccato dal Com. di                | Vallo della Lucania                     | SA              |
| F352          | Mondragone                   | Terra di Lavoro | 1927 | Cambia Provincia a                    |                                         | NA              |
| F352          | Mondragone                   | NA              | 1945 | Cambia Provincia a                    |                                         | CE              |
| F426          | Montano                      | SA              | 1863 | Cambia denominazione in               | Montano Antilia                         | SA              |
| F429          | Montaquila                   | Terra di Lavoro | 1861 | Cambia Provincia e Regione a          |                                         | CB Abruzzo      |
| F448          | Montecalvo                   | AV              | 1862 | Cambia denominazione in               | Montecalvo Irpino                       | AV              |
| F479          | Ortodonico                   | SA              | 1930 | Cambia denominazione in               | Montecorice                             | SA              |
| F488          | Monte di Procida             | NA              | 1907 | Staccato dal Com. di                  | Procida                                 | NA              |
| F494          | Montefalcone                 | FG Puglia       | 1861 | Cambia Provincia e Regione a          |                                         | BN              |
| F494          | Montefalcone                 | BN              | 1863 | Cambia denominazione in               | Montefalcone di Val Fortore             | BN              |
| F506          | Monteforte                   | AV              | 1863 | Cambia denominazione in               | Monteforte Irpino                       | AV              |
| F507          | Monteforte                   | SA              | 1862 | Cambia denominazione in               | Monteforte Cilento                      | SA              |
| F538          | Monteleone                   | FG Puglia       | 1861 | Cambia Provincia e Regione a          |                                         | AV              |
| F538          | Monteleone                   | AV              | 1862 | Cambia denominazione in               | Monteleone di Puglia                    | AV              |
| F538          | Monteleone di Puglia         | AV              | 1929 | Cambia Provincia e Regione a          |                                         | FG Puglia       |
| F557          | Montemale                    | AV              | 1862 | Cambia denominazione in               | Sant'Arcangelo                          | AV              |
| F557          | Sant'Arcangelo               | AV              | 1864 | Cambia denominazione in               | Sant'Arcangelo Trimonte                 | AV              |
| F557          | Sant'Arcangelo Trimonte      | AV              | 1978 | Cambia Provincia a                    |                                         | BN              |
| F616          | Monticello                   | Terra di Lavoro | 1862 | Cambia denominazione in               | Monte San Vito                          | Terra di Lavoro |
| F616          | Monte San Vito               | Terra di Lavoro | 1863 | Cambia denominazione in               | Monte San Biagio                        | Terra di Lavoro |
| F616          | Monte San Biagio             | Terra di Lavoro | 1927 | Cambia Provincia e Regione a          |                                         | RM Lazio        |
| F618          | San Giacomo                  | SA              | 1862 | Cambia denominazione in               | Monte San Giacomo                       | SA              |
| F625          | Montesano                    | SA              | 1862 | Cambia denominazione in               | Montesano sulla Marcellana              | SA              |
| F636          | Montesarchio                 | AV              | 1861 | Cambia Provincia a                    |                                         | BN              |
| F695          | Montorso                     | BN              | 1865 | Aggregato al comune di                | Sant'Angelo a Cupolo                    | BN              |
| F717          | Morcone                      | CB Abruzzo      | 1861 | Cambia Provincia e Regione a          |                                         | BN              |
| F744          | Morra                        | AV              | 1863 | Cambia denominazione in               | Morra Irpino                            | AV              |
| F744          | Morra Irpino                 | AV              | 1934 | Cambia denominazione in               | Morra De Sanctis                        | AV              |
| F762          | Moschiano                    | Terra di Lavoro | 1861 | Cambia Provincia a                    |                                         | AV              |
| F762          | Moschiano                    | AV              | 1928 | Aggregato al Com. di                  | Quindici                                | AV              |
| F762          | Moschiano                    | AV              | 1957 | Ristaccato dal Com. di                | Quindici                                | AV              |
| F798          | Mugnano                      | Terra di Lavoro | 1861 | Cambia Provincia a                    |                                         | AV              |
| F798          | Mugnano                      | AV              | 1863 | Cambia denominazione in               | Mugnano del Cardinale                   | AV              |
| F799          | Mugnano                      | NA              | 1863 | Cambia denominazione in               | Mugnano di Napoli                       | NA              |
| F924          | Nola                         | Terra di Lavoro | 1927 | Cambia Provincia a                    |                                         | NA              |
| F967          | Novi                         | SA              | 1862 | Cambia denominazione in               | Novi Velia                              | SA              |
| F967          | Novi Velia                   | SA              | 1928 | Aggregato al Com. di                  | Vallo della Lucania                     | SA              |
| F967          | Novi Velia                   | SA              | 1946 | Ristaccato dal Com. di                | Vallo della Lucania                     | SA              |
| G011          | Ogliastro                    | SA              | 1862 | Cambia denominazione in               | Ogliastro Cilento                       | SA              |
| G023          | Olevano                      | SA              | 1862 | Cambia denominazione in               | Olevano sul Fusciano                    | SA              |
| G023          | Olevano sul Fusciano         | SA              | 1863 | Cambia denominazione in               | Olevano sul Tusciano                    | SA              |
| G039          | Oliveto                      | SA              | 1863 | Cambia denominazione in               | Oliveto Citra                           | SA              |
| G125          | Orsara                       | FG Puglia       | 1861 | Cambia Provincia e Regione a          |                                         | AV              |
| G125          | Orsara                       | AV              | 1863 | Cambia denominazione in               | Orsara Dauno Irpina                     | AV              |
| G125          | Orsara Dauno Irpina          | AV              | 1884 | Cambia denominazione in               | Orsara di Puglia                        | AV              |
| G125          | Orsara di Puglia             | AV              | 1927 | Cambia Provincia e Regione a          |                                         | FG Puglia       |
| G130          | Orta                         | Terra di Lavoro | 1862 | Cambia denominazione in               | Orta di Atella                          | Terra di Lavoro |
| G130          | Orta di Atella               | Terra di Lavoro | 1927 | Cambia Provincia a                    |                                         | NA              |
| G130          | Orta di Atella               | NA              | 1928 | Aggregato al Nuovo Com. di            | Atella di Napoli                        | NA              |
| G130          | Orta di Atella               | CE              | 1946 | Ristaccato dal Com. di                | Atella di Napoli                        | CE              |
| G165          | Ospedaletto                  | AV              | 1863 | Cambia denominazione in               | Ospedaletto d'Alpinolo                  | AV              |
| G190          | Ottaiano                     | NA              | 1933 | Cambia denominazione in               | Ottaviano                               | NA              |
| G227          | Paduli                       | AV              | 1861 | Cambia Provincia a                    |                                         | BN              |
| G242          | Pago                         | Terra di Lavoro | 1861 | Cambia Provincia a                    |                                         | AV              |
| G242          | Pago                         | AV              | 1862 | Cambia denominazione in               | Pago del Vallo di Lauro                 | AV              |
| G243          | Pago                         | AV              | 1861 | Cambia Provincia a                    |                                         | BN              |
| G243          | Pago                         | BN              | 1863 | Cambia denominazione in               | Pago Veiano                             | BN              |
| G283          | Palma                        | Terra di Lavoro | 1863 | Cambia denominazione in               | Palma Campania                          | Terra di Lavoro |
| G283          | Palma Campania               | Terra di Lavoro | 1927 | Cambia Provincia a                    |                                         | NA              |
| G292          | Palo                         | SA              | 1862 | Cambia denominazione in               | Palomonte                               | SA              |
| G309          | Panicocoli                   | NA              | 1871 | Cambia denominazione in               | Villaricca                              | NA              |
| G311          | Pannarano                    | AV              | 1861 | Cambia Provincia a                    |                                         | BN              |
| G318          | Paolisi                      | Terra di Lavoro | 1861 | Cambia Provincia a                    |                                         | BN              |
| G333          | Parete                       | Terra di Lavoro | 1927 | Cambia Provincia a                    |                                         | NA              |
| G333          | Parete                       | NA              | 1945 | Cambia Provincia a                    |                                         | CE              |
| G362          | Pastena                      | Terra di Lavoro | 1927 | Cambia Provincia e Regione a          |                                         | FR Lazio        |
| G363          | Pastene                      | BN              | 1865 | Aggregato al Com. di                  | Sant'Angelo a Cupolo                    | BN              |
| G364          | Pastorano                    | Terra di Lavoro | 1927 | Cambia Provincia a                    |                                         | NA              |
| G364          | Pastorano                    | NA              | 1928 | Aggregato al Com. di                  | Camigliano                              | NA              |
| G364          | Pastorano                    | CE              | 1946 | Ristaccato dal Com. di                | Camigliano                              | CE              |
| G370          | Paterno                      | AV              | 1864 | Cambia denominazione in               | Paternopoli                             | AV              |
| G386          | Paupisi                      | AV              | 1861 | Cambia Provincia a                    |                                         | BN              |
| G466          | Perrillo                     | BN              | 1865 | Aggregato al Com. di                  | Sant'Angelo a Cupolo                    | BN              |
| G494          | Pescolamazza                 | AV              | 1861 | Cambia Provincia a                    |                                         | BN              |
| G494          | Pescolamazza                 | BN              | 1948 | Cambia denominazione in               | Pesco Sannita                           | BN              |
| G500          | Pescosolido                  | Terra di Lavoro | 1927 | Cambia Provincia e Regione a          |                                         | FR Lazio        |
| G519          | Petruro                      | AV              | 1927 | Aggregato al Com. di                  | Chianche                                | AV              |
| G519          | Petruro                      | AV              | 1946 | Ristaccato dal Com. di                | Chianche                                | AV              |
| G519          | Petruro                      | AV              | 1950 | Cambia denominazione in               | Petruro Irpino                          | AV              |
| G539          | Piaggine Soprane             | SA              | 1928 | Aggregato al Nuovo Com. di            | Piaggine                                | SA              |
| G540          | Piaggine Sottane             | SA              | 1873 | Cambia denominazione in               | Valle dell'Angelo                       | SA              |
| G540          | Valle dell'Angelo            | SA              | 1928 | Aggregato al Nuovo Com. di            | Piaggine                                | SA              |
| G540          | Valle dell'Angelo            | SA              | 1945 | Ristaccato dal Com. di                | Piaggine                                | SA              |
| G541          | Piana                        | Terra di Lavoro | 1862 | Cambia denominazione in               | Piana di Caiazzo                        | Terra di Lavoro |
| G541          | Piana di Caiazzo             | Terra di Lavoro | 1927 | Cambia Provincia a                    |                                         | NA              |
| G541          | Piana di Caiazzo             | NA              | 1945 | Cambia Provincia a                    |                                         | CE              |
| G541          | Piana di Caiazzo             | CE              | 1976 | Cambia denominazione in               | Piana di Monte Verna                    | CE              |
| G568          | Piano                        | NA              | 1864 | Cambia denominazione in               | Piano di Sorrento                       | NA              |
| G568          | Piano di Sorrento            | NA              | 1927 | Aggregato al Com. di                  | Sorrento                                | NA              |
| G568          | Piano di Sorrento            | NA              | 1946 | Ristaccato dal Com. di                | Sorrento                                | NA              |
| G573          | Pianura                      | NA              | 1926 | Aggregato al Com. di                  | Napoli                                  | NA              |
| G591          | Picinisco                    | Terra di Lavoro | 1927 | Cambia Provincia e Regione a          |                                         | FR Lazio        |
| G592          | Pico                         | Terra di Lavoro | 1927 | Cambia Provincia e Regione a          |                                         | FR Lazio        |
| G596          | Piedimonte                   | Terra di Lavoro | 1862 | Cambia denominazione in               | Piedimonte d'Alife                      | Terra di Lavoro |
| G596          | Piedimonte d'Alife           | Terra di Lavoro | 1927 | Cambia Provincia a                    |                                         | BN              |
| G596          | Piedimonte d'Alife           | BN              | 1945 | Cambia Provincia a                    |                                         | CE              |
| G596          | Piedimonte d'Alife           | CE              | 1970 | Cambia denominazione in               | Piedimonte Matese                       | CE              |
| G598          | Piedimonte                   | Terra di Lavoro | 1862 | Cambia denominazione in               | Piedimonte San Germano                  | Terra di Lavoro |
| G598          | Piedimonte San Germano       | Terra di Lavoro | 1927 | Cambia Provincia e Regione a          |                                         | FR Lazio        |
| G620          | Pietramelara                 | Terra di Lavoro | 1927 | Cambia Provincia a                    |                                         | NA              |
| G620          | Pietramelara                 | NA              | 1945 | Cambia Provincia a                    |                                         | CE              |
| G626          | Pietraroja                   | Terra di Lavoro | 1861 | Cambia Provincia a                    |                                         | BN              |
| G630          | Pietravairano                | Terra di Lavoro | 1927 | Cambia Provincia a                    |                                         | NA              |
| G630          | Pietravairano                | NA              | 1945 | Cambia Provincia a                    |                                         | CE              |
| G631          | Pietrelcina                  | AV              | 1861 | Cambia Provincia a                    |                                         | BN              |
| G661          | Pignataro                    | Terra di Lavoro | 1862 | Cambia denominazione in               | Pignataro Maggiore                      | Terra di Lavoro |
| G661          | Pignataro Maggiore           | Terra di Lavoro | 1927 | Cambia Provincia a                    |                                         | NA              |
| G661          | Pignataro Maggiore           | NA              | 1945 | Cambia Provincia a                    |                                         | CE              |
| G662          | Pignataro                    | Terra di Lavoro | 1862 | Cambia denominazione in               | Pignataro Interamna                     | Terra di Lavoro |
| G662          | Pignataro Interamna          | Terra di Lavoro | 1927 | Cambia Provincia e Regione a          |                                         | FR Lazio        |
| G706          | Piscinola                    | NA              | 1865 | Aggregato al Com. di                  | Napoli                                  | NA              |
| G727          | Pizzone                      | Terra di Lavoro | 1861 | Cambia Provincia e Regione a          |                                         | CB Abruzzo      |
| G813          | Pompei                       | NA              | 1928 | Staccato (in parte) dal Com. di       | Boscoreale                              | NA              |
| G813          | Pompei                       | NA              | 1928 | Staccato (in parte) dal Com. di       | Gragnano                                | NA              |
| G813          | Pompei                       | NA              | 1928 | Staccato (in parte) dal Com. di       | Scafati                                 | SA              |
| G813          | Pompei                       | NA              | 1928 | Staccato (in parte) dal Com. di       | Torre Annunziata                        | NA              |
| G827          | Ponte                        | CB Abruzzo      | 1861 | Cambia Regione Ante Nascitam          |                                         | BN              |
| G827          | Ponte                        | BN              | 1892 | Staccato dal Com. di                  | Casalduni                               | BN              |
| G827          | Ponte                        | BN              | 1892 | Aggregato al Com. di                  | Paupisi                                 | BN              |
| G827          | Ponte                        | BN              | 1913 | Staccato dal Com. di                  | Paupisi                                 | BN              |
| G834          | Pontecagnano Faiano          | SA              | 1911 | Staccato dal Com. di                  | Montecorvino Pugliano                   | SA              |
| G838          | Pontecorvo                   | Terra di Lavoro | 1927 | Cambia Provincia e Regione a          |                                         | FR Lazio        |
| G848          | Pontelandolfo                | CB Abruzzo      | 1861 | Cambia Provincia e Regione a          |                                         | BN              |
| G849          | Pontelatone                  | Terra di Lavoro | 1927 | Cambia Provincia a                    |                                         | NA              |
| G849          | Pontelatone                  | NA              | 1945 | Cambia Provincia a                    |                                         | CE              |
| G863          | Ponticelli                   | NA              | 1925 | Aggregato al Com. di                  | Napoli                                  | NA              |
| G871          | Ponza                        | Terra di Lavoro | 1927 | Cambia Provincia a                    |                                         | NA              |
| G871          | Ponza                        | NA              | 1934 | Cambia Provincia e Regione a          |                                         | LT Lazio        |
| G871          | Ponza                        | LT Lazio        | 1935 | Cambia Provincia e Regione a          |                                         | NA              |
| G871          | Ponza                        | NA              | 1937 | Cambia Provincia e Regione a          |                                         | LT Lazio        |
| G887          | Porcili                      | SA              | 1871 | Cambia denominazione in               | Stella Cilento                          | SA              |
| G903          | Portico                      | Terra di Lavoro | 1862 | Cambia denominazione in               | Portico di Caserta                      | Terra di Lavoro |
| G903          | Portico di Caserta           | Terra di Lavoro | 1927 | Cambia Provincia a                    |                                         | NA              |
| G903          | Portico di Caserta           | NA              | 1928 | Aggregato al Nuovo Com. di            | Casalba                                 | NA              |
| G903          | Portico di Caserta           | CE              | 1946 | Ristaccato dal Com. di                | Casalba                                 | CE              |
| G935          | Posta Fibreno                | Terra di Lavoro | 1927 | Cambia Regione Ante Nascitam          |                                         | FR Lazio        |
| G954          | Pozzilli                     | Terra di Lavoro | 1861 | Cambia Provincia e Regione a          |                                         | CB Abruzzo      |
| G990          | Prata                        | AV              | 1863 | Cambia denominazione in               | Prata di Principato Ultra               | AV              |
| G991          | Prata                        | Terra di Lavoro | 1862 | Cambia denominazione in               | Prata Sannita                           | Terra di Lavoro |
| G991          | Prata Sannita                | Terra di Lavoro | 1927 | Cambia Provincia e Regione a          |                                         | CB Abruzzo      |
| G991          | Prata Sannita                | CB Abruzzo      | 1945 | Cambia Provincia e Regione a          |                                         | CE              |
| G995          | Pratella                     | Terra di Lavoro | 1907 | Staccato dal Com. di                  | Prata Sannita                           | Terra di Lavoro |
| G995          | Pratella                     | Terra di Lavoro | 1927 | Cambia Provincia e Regione a          |                                         | CB Abruzzo      |
| G995          | Pratella                     | CB Abruzzo      | 1945 | Cambia Provincia e Regione a          |                                         | CE              |
| H006          | Pratola                      | AV              | 1862 | Cambia denominazione in               | Pratola Serra                           | AV              |
| H045          | Presenzano                   | Terra di Lavoro | 1861 | Cambia Provincia e Regione a          |                                         | CB Abruzzo      |
| H045          | Presenzano                   | CB Abruzzo      | 1878 | Cambia Provincia e Regione a          |                                         | Terra di Lavoro |
| H045          | Presenzano                   | Terra di Lavoro | 1927 | Cambia Provincia a                    |                                         | NA              |
| H045          | Presenzano                   | NA              | 1945 | Cambia Provincia a                    |                                         | CE              |
| H062          | Prignano                     | SA              | 1862 | Cambia denominazione in               | Prignano Cilento                        | SA              |
| H062          | Prignano Cilento             | SA              | 1929 | Aggregato al Com. di                  | Torchiara                               | SA              |
| H062          | Prignano Cilento             | SA              | 1947 | Ristaccato dal Com. di                | Torchiara                               | SA              |
| H087          | Puglianello                  | BN              | 1948 | Staccato dal Com. di                  | San Salvatore Telesino                  | BN              |
| H097          | Quadrelle                    | Terra di Lavoro | 1861 | Cambia Provincia a                    |                                         | AV              |
| H099          | Quaglietta                   | AV              | 1928 | Aggregato al Com. di                  | Calabritto                              | AV              |
| H114          | Quarto                       | NA              | 1948 | Staccato dal Com. di                  | Marano di Napoli                        | NA              |
| H128          | Quindici                     | Terra di Lavoro | 1861 | Cambia Provincia a                    |                                         | AV              |
| H165          | Raiano                       | Terra di Lavoro | 1862 | Cambia denominazione in               | Ruviano                                 | Terra di Lavoro |
| H165          | Ruviano                      | Terra di Lavoro | 1927 | Cambia Provincia a                    |                                         | BN              |
| H165          | Ruviano                      | BN              | 1945 | Cambia Provincia a                    |                                         | CE              |
| H202          | Raviscanina                  | Terra di Lavoro | 1927 | Cambia Provincia a                    |                                         | BN              |
| H202          | Raviscanina                  | BN              | 1945 | Cambia Provincia a                    |                                         | CE              |
| H210          | Recale                       | Terra di Lavoro | 1927 | Cambia Provincia a                    |                                         | NA              |
| H210          | Recale                       | NA              | 1945 | Cambia Provincia a                    |                                         | CE              |
| H243          | Resina                       | NA              | 1939 | Cambia denominazione in               | Ercolano                                | NA              |
| H268          | Riardo                       | Terra di Lavoro | 1927 | Cambia Provincia a                    |                                         | NA              |
| H268          | Riardo                       | NA              | 1945 | Cambia Provincia a                    |                                         | CE              |
| H227          | Reino                        | CB Abruzzo      | 1861 | Cambia Provincia e Regione a          |                                         | BN              |
| H393          | Rocca d'Arce                 | Terra di Lavoro | 1927 | Cambia Provincia e Regione a          |                                         | FR Lazio        |
| H398          | Rocca d'Evandro              | Terra di Lavoro | 1927 | Cambia Provincia a                    |                                         | NA              |
| H398          | Rocca d'Evandro              | NA              | 1945 | Cambia Provincia a                    |                                         | CE              |
| H415          | Roccaguglielma               | Terra di Lavoro | 1867 | Aggregato al Nuovo Com. di            | Esperia                                 | Terra di Lavoro |
| H415          | Roccaguglielma               | Terra di Lavoro | 1927 | Cambia Regione Post Mortem            |                                         | FR Lazio        |
| H423          | Roccamonfina                 | Terra di Lavoro | 1927 | Cambia Provincia a                    |                                         | NA              |
| H423          | Roccamonfina                 | NA              | 1945 | Cambia Provincia a                    |                                         | CE              |
| H433          | Roccarainola                 | Terra di Lavoro | 1927 | Cambia Provincia a                    |                                         | NA              |
| H436          | Roccaromana                  | Terra di Lavoro | 1927 | Cambia Provincia a                    |                                         | NA              |
| H436          | Roccaromana                  | NA              | 1945 | Cambia Provincia a                    |                                         | CE              |
| H443          | Roccasecca                   | Terra di Lavoro | 1927 | Cambia Provincia e Regione a          |                                         | FR Lazio        |
| H458          | Rocchetta                    | Terra di Lavoro | 1861 | Cambia Provincia e Regione a          |                                         | CB Abruzzo      |
| H459          | Rocchetta                    | Terra di Lavoro | 1862 | Cambia denominazione in               | Rocchetta e Croce                       | Terra di Lavoro |
| H459          | Rocchetta e Croce            | Terra di Lavoro | 1927 | Cambia Provincia a                    |                                         | NA              |
| H459          | Rocchetta e Croce            | NA              | 1945 | Cambia Provincia a                    |                                         | CE              |
| H467          | Rocchetta Sant'Antonio       | AV              | 1939 | Cambia Provincia e Regione a          |                                         | FG Puglia       |
| H503          | Romagnano                    | SA              | 1863 | Cambia denominazione in               | Romagnano al Monte                      | SA              |
| H683          | Sala                         | SA              | 1863 | Cambia denominazione in               | Sala Consilina                          | SA              |
| H686          | Sala di Gioi                 | SA              | 1863 | Cambia denominazione in               | Salento                                 | SA              |
| H733          | Salza                        | AV              | 1862 | Cambia denominazione in               | Salza Irpina                            | AV              |
| H758          | San Barbato                  | AV              | 1869 | Aggregato al Com. di                  | Manocalzati                             | AV              |
| H764          | San Bartolomeo in Galdo      | FG Puglia       | 1861 | Cambia Provincia e Regione a          |                                         | BN              |
| H779          | San Biagio                   | Terra di Lavoro | 1864 | Cambia denominazione in               | San Biagio Saracinisco                  | Terra di Lavoro |
| H779          | San Biagio Saracinisco       | Terra di Lavoro | 1927 | Cambia Provincia e Regione a          |                                         | FR Lazio        |
| H798          | San Cipriano                 | Terra di Lavoro | 1862 | Cambia denominazione in               | San Cipriano d'Aversa                   | Terra di Lavoro |
| H798          | San Cipriano d'Aversa        | Terra di Lavoro | 1927 | Cambia Provincia a                    |                                         | NA              |
| H798          | San Cipriano d'Aversa        | NA              | 1928 | Aggregato al Nuovo Com. di            | Albanova                                | NA              |
| H798          | San Cipriano d'Aversa        | CE              | 1946 | Ristaccato dal Com. di                | Albanova                                | CE              |
| H800          | San Cipriano                 | SA              | 1862 | Cambia denominazione in               | San Cipriano Picentino                  | SA              |
| H824          | San Donato                   | Terra di Lavoro | 1862 | Cambia denominazione in               | San Donato Val di Comino                | Terra di Lavoro |
| H824          | San Donato Val di Comino     | Terra di Lavoro | 1927 | Cambia Provincia e Regione a          |                                         | FR Lazio        |
| H834          | San Felice                   | Terra di Lavoro | 1862 | Cambia denominazione in               | San Felice a Cancello                   | Terra di Lavoro |
| H834          | San Felice a Cancello        | Terra di Lavoro | 1927 | Cambia Provincia a                    |                                         | NA              |
| H834          | San Felice a Cancello        | NA              | 1928 | Aggregato (in Parte) al Com. di       | Santa Maria a Vico                      | NA              |
| H834          | San Felice a Cancello        | NA              | 1928 | Aggregato (in Parte) al Nuovo Com. di | Arienzo San Felice                      | NA              |
| H834          | San Felice a Cancello        | CE              | 1946 | Ristaccato (in Parte) dal Com. di     | Arienzo San Felice                      | CE              |
| H834          | San Felice a Cancello        | CE              | 1946 | Ristaccato (in Parte) dal Com. di     | Santa Maria a Vico                      | CE              |
| H860          | San Gennaro                  | Terra di Lavoro | 1927 | Cambia Provincia a                    |                                         | NA              |
| H860          | San Gennaro                  | NA              | 1930 | Cambia denominazione in               | San Gennaro Vesuviano                   | NA              |
| H880          | San Giorgio                  | Terra di Lavoro | 1863 | Cambia denominazione in               | San Giorgio a Liri                      | Terra di Lavoro |
| H880          | San Giorgio a Liri           | Terra di Lavoro | 1927 | Cambia Provincia e Regione a          |                                         | FR Lazio        |
| H894          | San Giorgio La Montagna      | AV              | 1861 | Cambia Provincia a                    |                                         | BN              |
| H894          | San Giorgio La Montagna      | BN              | 1929 | Cambia denominazione in               | San Giorgio del Sannio                  | BN              |
| H898          | San Giorgio La Molara        | AV              | 1861 | Cambia Provincia a                    |                                         | BN              |
| H908          | San Giovanni a Teduccio      | NA              | 1925 | Aggregato al Com. di                  | Napoli                                  | NA              |
| H917          | San Giovanni Incarico        | Terra di Lavoro | 1927 | Cambia Provincia e Regione a          |                                         | FR Lazio        |
| H931          | San Giuseppe                 | NA              | 1893 | Staccato dal Com. di                  | Ottaviano                               | NA              |
| H931          | San Giuseppe                 | NA              | 1894 | Cambia denominazione in               | San Giuseppe Vesuviano                  | NA              |
| H939          | San Gregorio                 | Terra di Lavoro | 1927 | Cambia Provincia a                    |                                         | BN              |
| H939          | San Gregorio                 | BN              | 1945 | Cambia Provincia a                    |                                         | CE              |
| H939          | San Gregorio                 | CE              | 1954 | Cambia denominazione in               | San Gregorio Matese                     | CE              |
| H943          | San Gregorio                 | SA              | 1863 | Cambia denominazione in               | San Gregorio Magno                      | SA              |
| H953          | San Leucio                   | BN              | 1928 | Cambia denominazione in               | San Leucio del Sannio                   | BN              |
| H954          | San Leucio                   | Terra di Lavoro | 1927 | Cambia Provincia a                    |                                         | NA              |
| H954          | San Leucio                   | NA              | 1928 | Aggregato al Com. di                  | Caserta                                 | NA              |
| H955          | San Lorenzello               | Terra di Lavoro | 1861 | Cambia Provincia a                    |                                         | BN              |
| H967          | San Lorenzo Maggiore         | Terra di Lavoro | 1861 | Cambia Provincia a                    |                                         | BN              |
| H973          | San Lupo                     | CB Abruzzo      | 1861 | Cambia Provincia e Regione a          |                                         | BN              |
| H975          | San Mango                    | AV              | 1863 | Cambia denominazione in               | San Mango sul Calore                    | AV              |
| H977          | San Mango                    | SA              | 1862 | Cambia denominazione in               | San Mango Piemonte                      | SA              |
| H978          | San Marcellino               | Terra di Lavoro | 1927 | Cambia Provincia a                    |                                         | NA              |
| H978          | San Marcellino               | NA              | 1929 | Aggregato (in Parte) al Com. di       | Trentola-Ducenta                        | NA              |
| H978          | San Marcellino               | NA              | 1929 | Aggregato (in Parte) al Nuovo Com. di | Frignano                                | NA              |
| H978          | San Marcellino               | CE              | 1946 | Ristaccato (in Parte) dal Com. di     | Frignano                                | CE              |
| H978          | San Marcellino               | CE              | 1946 | Ristaccato (in Parte) dal Com. di     | Trentola-Ducenta                        | CE              |
| H983          | San Marco a Monti            | BN              | 1865 | Aggregato al Com. di                  | Sant'Angelo a Cupolo                    | BN              |
| H984          | San Marco dei Cavoti         | AV              | 1861 | Cambia Provincia a                    |                                         | BN              |
| I002          | San Martino Ave Gratia Plena | AV              | 1861 | Cambia Provincia a                    |                                         | BN              |
| I002          | San Martino Ave Gratia Plena | BN              | 1872 | Cambia denominazione in               | San Martino Sannita                     | BN              |
| I019          | San Marzano                  | SA              | 1862 | Cambia denominazione in               | San Marzano sul Sarno                   | SA              |
| I034          | San Michele                  | AV              | 1863 | Cambia denominazione in               | San Michele di Serino                   | AV              |
| I049          | San Nazzaro                  | BN              | 1958 | Staccato dal Com. di                  | Calvi San Nazzaro                       | BN              |
| I056          | San Nicola                   | Terra di Lavoro | 1862 | Cambia denominazione in               | San Nicola la Strada                    | Terra di Lavoro |
| I056          | San Nicola la Strada         | Terra di Lavoro | 1927 | Cambia Provincia a                    |                                         | NA              |
| I056          | San Nicola la Strada         | NA              | 1928 | Aggregato al Com. di                  | Caserta                                 | NA              |
| I056          | San Nicola la Strada         | CE              | 1946 | Ristaccato dal Com. di                | Caserta                                 | CE              |
| I062          | San Nicola Manfredi          | AV              | 1861 | Cambia Provincia a                    |                                         | BN              |
| I073          | San Paolo                    | Terra di Lavoro | 1862 | Cambia denominazione in               | San Paolo Bel Sito                      | Terra di Lavoro |
| I073          | San Paolo Bel Sito           | Terra di Lavoro | 1927 | Cambia Provincia a                    |                                         | NA              |
| I089          | San Pietro                   | SA              | 1862 | Cambia denominazione in               | San Pietro al Tanagro                   | SA              |
| I094          | San Pietro a Patierno        | NA              | 1925 | Aggregato al Com. di                  | Napoli                                  | NA              |
| I111          | San Pietro in Curolis        | Terra di Lavoro | 1867 | Aggregato al Nuovo Com. di            | Esperia                                 | Terra di Lavoro |
| I111          | San Pietro in Curolis        | Terra di Lavoro | 1927 | Cambia Regione Post Mortem            |                                         | FR Lazio        |
| I112          | San Pietro Indelicato        | AV              | 1907 | Cambia denominazione in               | San Pietro Irpino                       | AV              |
| I112          | San Pietro Irpino            | AV              | 1927 | Aggregato al Com. di                  | Chianche                                | AV              |
| I113          | San Pietro Infine            | Terra di Lavoro | 1927 | Cambia Provincia a                    |                                         | NA              |
| I113          | San Pietro Infine            | NA              | 1945 | Cambia Provincia a                    |                                         | CE              |
| I129          | San Potito                   | AV              | 1863 | Cambia denominazione in               | San Potito Ultra                        | AV              |
| I130          | San Potito                   | Terra di Lavoro | 1862 | Cambia denominazione in               | San Potito Sannitico                    | Terra di Lavoro |
| I130          | San Potito Sannitico         | Terra di Lavoro | 1927 | Cambia Provincia a                    |                                         | BN              |
| I130          | San Potito Sannitico         | BN              | 1945 | Cambia Provincia a                    |                                         | CE              |
| I131          | San Prisco                   | Terra di Lavoro | 1927 | Cambia Provincia a                    |                                         | NA              |
| I131          | San Prisco                   | NA              | 1928 | Aggregato al Com. di                  | Santa Maria Capua Vetere                | NA              |
| I131          | San Prisco                   | CE              | 1946 | Ristaccato dal Com. di                | Santa Maria Capua Vetere                | CE              |
| I145          | San Salvatore                | Terra di Lavoro | 1861 | Cambia Provincia a                    |                                         | BN              |
| I145          | San Salvatore                | BN              | 1863 | Cambia denominazione in               | San Salvatore Telesino                  | BN              |
| I151          | San Sebastiano               | NA              | 1863 | Cambia denominazione in               | San Sebastiano al Vesuvio               | NA              |
| I163          | San Sossio                   | AV              | 1913 | Cambia denominazione in               | San Sossio Baronia                      | AV              |
| I179          | Santa Croce di Morcone       | CB Abruzzo      | 1861 | Cambia Provincia e Regione a          |                                         | BN              |
| I179          | Santa Croce di Morcone       | BN              | 1883 | Cambia denominazione in               | Santa Croce del Sannio                  | BN              |
| I197          | Sant'Agata de' Goti          | Terra di Lavoro | 1861 | Cambia Provincia a                    |                                         | BN              |
| I200          | Sant'Agata di Sotto          | AV              | 1923 | Cambia denominazione in               | Sant'Agata Irpina                       | AV              |
| I200          | Sant'Agata Irpina            | AV              | 1927 | Aggregato al Com. di                  | Solofra                                 | AV              |
| I208          | Sant'Agnello                 | NA              | 1865 | Staccato dal Com. di                  | Piano di Sorrento                       | NA              |
| I208          | Sant'Agnello                 | NA              | 1927 | Aggregato al Com. di                  | Sorrento                                | NA              |
| I208          | Sant'Agnello                 | NA              | 1946 | Ristaccato dal Com. di                | Sorrento                                | NA              |
| I219          | Santa Lucia                  | AV              | 1862 | Cambia denominazione in               | Santa Lucia di Larino                   | AV              |
| I219          | Santa Lucia di Larino        | AV              | 1864 | Cambia denominazione in               | Santa Lucia di Serino                   | AV              |
| I233          | Santa Maria a Vico           | Terra di Lavoro | 1927 | Cambia Provincia a                    |                                         | NA              |
| I233          | Santa Maria a Vico           | NA              | 1945 | Cambia Provincia a                    |                                         | CE              |
| I234          | Santa Maria Maggiore         | Terra di Lavoro | 1862 | Cambia denominazione in               | Santa Maria Capua Vetere                | Terra di Lavoro |
| I234          | Santa Maria Capua Vetere     | Terra di Lavoro | 1927 | Cambia Provincia a                    |                                         | NA              |
| I234          | Santa Maria Capua Vetere     | NA              | 1945 | Cambia Provincia a                    |                                         | CE              |
| I247          | Santa Maria La Fossa         | Terra di Lavoro | 1907 | Staccato dal Com. di                  | Grazzanise                              | Terra di Lavoro |
| I247          | Santa Maria La Fossa         | Terra di Lavoro | 1927 | Cambia Provincia a                    |                                         | NA              |
| I247          | Santa Maria La Fossa         | NA              | 1945 | Cambia Provincia a                    |                                         | CE              |
| I253          | Santa Marina                 | SA              | 1928 | Aggregato al Nuovo Com. di            | Capitello                               | SA              |
| I253          | Santa Marina                 | SA              | 1946 | Ristaccato dal Com. di                | Capitello                               | SA              |
| I256          | Sant'Ambrogio                | Terra di Lavoro | 1863 | Cambia denominazione in               | Sant'Ambrogio sul Garigliano            | Terra di Lavoro |
| I256          | Sant'Ambrogio sul Garigliano | Terra di Lavoro | 1927 | Cambia Provincia e Regione a          |                                         | FR Lazio        |
| I260          | Santa Menna                  | SA              | 1881 | Cambia denominazione in               | Santomenna                              | SA              |
| I261          | San Tammaro                  | Terra di Lavoro | 1927 | Cambia Provincia a                    |                                         | NA              |
| I261          | San Tammaro                  | NA              | 1928 | Aggregato (in Parte) al Com. di       | Capua                                   | NA              |
| I261          | San Tammaro                  | NA              | 1928 | Aggregato (in Parte) al Com. di       | Santa Maria Capua Vetere                | NA              |
| I261          | San Tammaro                  | CE              | 1947 | Ristaccato (in Parte) dal Com. di     | Capua                                   | CE              |
| I261          | San Tammaro                  | CE              | 1947 | Ristaccato (in Parte) dal Com. di     | Santa Maria Capua Vetere                | CE              |
| I264          | Sant'Andrea                  | AV              | 1863 | Cambia denominazione in               | Sant'Andrea di Conza                    | AV              |
| I265          | Sant'Andrea                  | Terra di Lavoro | 1907 | Staccato dal Com. di                  | Sant'Andrea di Vallefredda              | Terra di Lavoro |
| I265          | Sant'Andrea                  | Terra di Lavoro | 1927 | Cambia Provincia e Regione a          |                                         | FR Lazio        |
| I270          | Sant'Andrea                  | Terra di Lavoro | 1862 | Cambia denominazione in               | Sant'Andrea di Vallefredda              | Terra di Lavoro |
| I270          | Sant'Andrea di Vallefredda   | Terra di Lavoro | 1907 | Aggregato (in Parte) al Com. di       | Sant'Andrea del Garigliano              | Terra di Lavoro |
| I270          | Sant'Andrea di Vallefredda   | Terra di Lavoro | 1907 | Aggregato (in Parte) al Com. di       | Vallemaio                               | Terra di Lavoro |
| I270          | Sant'Andrea di Vallefredda   | Terra di Lavoro | 1927 | Cambia Regione Post Mortem            |                                         | FR Lazio        |
| I273          | Sant'Angelo                  | Terra di Lavoro | 1863 | Cambia denominazione in               | Sant'Angelo a Cupolo                    | Terra di Lavoro |
| I273          | Sant'Angelo                  | Terra di Lavoro | 1927 | Cambia Provincia a                    |                                         | BN              |
| I273          | Sant'Angelo                  | BN              | 1945 | Cambia Provincia a                    |                                         | CE              |
| I300          | Sant'Antonio Abate           | NA              | 1925 | Staccato dal Com. di                  | Lettere                                 | NA              |
| I302          | Sant'Apollinare              | Terra di Lavoro | 1927 | Cambia Provincia e Regione a          |                                         | FR Lazio        |
| I306          | Sant'Arpino                  | Terra di Lavoro | 1927 | Cambia Provincia a                    |                                         | NA              |
| I306          | Sant'Arpino                  | NA              | 1928 | Aggregato al Nuovo Com. di            | Atella di Napoli                        | NA              |
| I306          | Sant'Arpino                  | CE              | 1946 | Ristaccato dal Com. di                | Atella di Napoli                        | CE              |
| I317          | Sant'Egidio                  | SA              | 1863 | Cambia denominazione in               | Sant'Egidio del Monte Albino            | SA              |
| I317          | Sant'Egidio del Monte Albino | SA              | 1929 | Aggregato al Com. di                  | Angri                                   | SA              |
| I317          | Sant'Egidio del Monte Albino | SA              | 1946 | Ristaccato dal Com. di                | Angri                                   | SA              |
| I321          | Sant'Elia                    | Terra di Lavoro | 1862 | Cambia denominazione in               | Sant'Elia Fiumerapido                   | Terra di Lavoro |
| I321          | Sant'Elia Fiumerapido        | Terra di Lavoro | 1927 | Cambia Provincia e Regione a          |                                         | FR Lazio        |
| I331          | Santeramo                    | Terra di Lavoro | 1862 | Cambia denominazione in               | Sant'Erasmo                             | Terra di Lavoro |
| I331          | Sant'Erasmo                  | Terra di Lavoro | 1867 | Aggregato al Com. di                  | Saviano                                 | Terra di Lavoro |
| I339          | Santi Cosma e Damiano        | Terra di Lavoro | 1927 | Cambia Provincia e Regione a          |                                         | RM Lazio        |
| I351          | Santopadre                   | Terra di Lavoro | 1927 | Cambia Provincia e Regione a          |                                         | FR Lazio        |
| I357          | Santo Stefano                | AV              | 1863 | Cambia denominazione in               | Santo Stefano del Sole                  | AV              |
| I377          | San Valentino                | SA              | 1863 | Cambia denominazione in               | San Valentino Torio                     | SA              |
| I387          | San Vincenzo                 | Terra di Lavoro | 1861 | Cambia Provincia e Regione a          |                                         | CB Abruzzo      |
| I391          | San Vitaliano                | Terra di Lavoro | 1927 | Cambia Provincia a                    |                                         | NA              |
| I408          | San Vittore                  | Terra di Lavoro | 1862 | Cambia denominazione in               | San Vittore del Lazio                   | Terra di Lavoro |
| I408          | San Vittore del Lazio        | Terra di Lavoro | 1927 | Cambia Provincia e Regione a          |                                         | FR Lazio        |
| I455          | Sassinoro                    | CB Abruzzo      | 1861 | Cambia Provincia e Regione a          |                                         | BN              |
| I469          | Saviano                      | Terra di Lavoro | 1927 | Cambia Provincia a                    |                                         | NA              |
| I471          | Savignano                    | FG Puglia       | 1861 | Cambia Provincia e Regione a          |                                         | AV              |
| I471          | Savignano                    | AV              | 1862 | Cambia denominazione in               | Savignano di Puglia                     | AV              |
| I471          | Savignano di Puglia          | AV              | 1963 | Cambia denominazione in               | Savignano Irpino                        | AV              |
| I486          | Scala                        | SA              | 1929 | Aggregato (in Parte) al Com. di       | Amalfi                                  | SA              |
| I486          | Scala                        | SA              | 1929 | Aggregato (in Parte) al Com. di       | Ravello                                 | SA              |
| I486          | Scala                        | SA              | 1946 | Ristaccato (in Parte) dal Com. di     | Amalfi                                  | SA              |
| I486          | Scala                        | SA              | 1946 | Ristaccato (in Parte) dal Com. di     | Ravello                                 | SA              |
| I493          | Scampitella                  | AV              | 1948 | Staccato dal Com. di                  | Trevico                                 | AV              |
| I507          | Scapoli                      | Terra di Lavoro | 1861 | Cambia Provincia e Regione a          |                                         | CB Abruzzo      |
| I540          | Scisciano                    | Terra di Lavoro | 1927 | Cambia Provincia a                    |                                         | NA              |
| I560          | Secondigliano                | NA              | 1926 | Aggregato al Com. di                  | Napoli                                  | NA              |
| I652          | Serrara Fontana              | NA              | 1938 | Aggregato al Com. di                  | Ischia                                  | NA              |
| I652          | Serrara Fontana              | NA              | 1945 | Ristaccato dal Com. di                | Ischia                                  | NA              |
| I676          | Sessa                        | Terra di Lavoro | 1864 | Cambia denominazione in               | Sessa Aurunca                           | Terra di Lavoro |
| I676          | Sessa Aurunca                | Terra di Lavoro | 1927 | Cambia Provincia a                    |                                         | NA              |
| I676          | Sessa Aurunca                | NA              | 1945 | Cambia Provincia a                    |                                         | CE              |
| I682          | Sesto                        | Terra di Lavoro | 1861 | Cambia Provincia e Regione a          |                                         | CB Abruzzo      |
| I697          | Settefrati                   | Terra di Lavoro | 1927 | Cambia Provincia e Regione a          |                                         | FR Lazio        |
| I755          | Sirico                       | Terra di Lavoro | 1867 | Aggregato al Com. di                  | Saviano                                 | Terra di Lavoro |
| I756          | Sirignano                    | Terra di Lavoro | 1861 | Cambia Provincia a                    |                                         | AV              |
| I776          | Soccavo                      | NA              | 1926 | Aggregato al Com. di                  | Napoli                                  | NA              |
| I809          | Solopaca                     | Terra di Lavoro | 1861 | Cambia Provincia a                    |                                         | BN              |
| I820          | Somma                        | NA              | 1863 | Cambia denominazione in               | Somma Vesuviana                         | NA              |
| I838          | Sora                         | Terra di Lavoro | 1927 | Cambia Provincia e Regione a          |                                         | FR Lazio        |
| I843          | Sorbo                        | AV              | 1862 | Cambia denominazione in               | Sorbo Serpico                           | AV              |
| I843          | Sorbo Serpico                | AV              | 1928 | Aggregato al Com. di                  | Salza Irpina                            | AV              |
| I843          | Sorbo Serpico                | AV              | 1945 | Ristaccato dal Com. di                | Salza Irpina                            | AV              |
| I885          | Sparanise                    | Terra di Lavoro | 1927 | Cambia Provincia a                    |                                         | NA              |
| I885          | Sparanise                    | NA              | 1945 | Cambia Provincia a                    |                                         | CE              |
| I892          | Sperlonga                    | Terra di Lavoro | 1927 | Cambia Provincia e Regione a          |                                         | RM Lazio        |
| I893          | Sperone                      | Terra di Lavoro | 1861 | Cambia Provincia a                    |                                         | AV              |
| I902          | Spigno                       | Terra di Lavoro | 1863 | Cambia denominazione in               | Spigno Saturnia                         | Terra di Lavoro |
| I902          | Spigno Saturnia              | Terra di Lavoro | 1927 | Cambia Provincia e Regione a          |                                         | RM Lazio        |
| I978          | Striano                      | Terra di Lavoro | 1927 | Cambia Provincia a                    |                                         | NA              |
| I993          | Succivo                      | Terra di Lavoro | 1927 | Cambia Provincia a                    |                                         | NA              |
| I993          | Succivo                      | NA              | 1928 | Aggregato al Nuovo Com. di            | Atella di Napoli                        | NA              |
| I993          | Succivo                      | CE              | 1946 | Ristaccato dal Com. di                | Atella di Napoli                        | CE              |
| L061          | Taurano                      | Terra di Lavoro | 1861 | Cambia Provincia a                    |                                         | AV              |
| L061          | Taurano                      | AV              | 1939 | Aggregato al Com. di                  | Lauro                                   | AV              |
| L061          | Taurano                      | AV              | 1946 | Ristaccato dal Com. di                | Lauro                                   | AV              |
| L072          | Tavernola                    | AV              | 1862 | Cambia denominazione in               | Tavernola San Felice                    | AV              |
| L072          | Tavernola San Felice         | AV              | 1927 | Aggregato al Com. di                  | Aiello del Sabato                       | AV              |
| L083          | Teano                        | Terra di Lavoro | 1927 | Cambia Provincia a                    |                                         | NA              |
| L083          | Teano                        | NA              | 1945 | Cambia Provincia a                    |                                         | CE              |
| L086          | Telese                       | BN              | 1934 | Staccato dal Com. di                  | Solopaca                                | BN              |
| L086          | Telese                       | BN              | 1992 | Cambia denominazione in               | Telese Terme                            | BN              |
| L105          | Terelle                      | Terra di Lavoro | 1927 | Cambia Provincia e Regione a          |                                         | FR Lazio        |
| L142          | Terzigno                     | NA              | 1913 | Staccato dal Com. di                  | Ottaviano                               | NA              |
| L151          | Testaccio                    | NA              | 1863 | Cambia denominazione in               | Testaccio d'Ischia                      | NA              |
| L151          | Testaccio d'Ischia           | NA              | 1873 | Aggregato al Com. di                  | Barano d'Ischia                         | NA              |
| L155          | Teverola                     | Terra di Lavoro | 1927 | Cambia Provincia a                    |                                         | NA              |
| L155          | Teverola                     | NA              | 1929 | Aggregato al Nuovo Com. di            | Fertilia                                | NA              |
| L155          | Teverola                     | CE              | 1946 | Ristaccato dal Com. di                | Fertilia                                | CE              |
| L185          | Tocco                        | AV              | 1861 | Cambia Provincia a                    |                                         | BN              |
| L185          | Tocco                        | BN              | 1863 | Cambia denominazione in               | Tocco Caudio                            | BN              |
| L205          | Tora e Piccilli              | Terra di Lavoro | 1927 | Cambia Provincia a                    |                                         | NA              |
| L205          | Tora e Piccilli              | NA              | 1945 | Cambia Provincia a                    |                                         | CE              |
| L214          | Torella                      | AV              | 1862 | Cambia denominazione in               | Torella dei Lombardi                    | AV              |
| L254          | Torrecuso                    | AV              | 1861 | Cambia Provincia a                    |                                         | BN              |
| L301          | Torrioni                     | AV              | 1927 | Aggregato al Com. di                  | Montefusco                              | AV              |
| L301          | Torrioni                     | AV              | 1947 | Ristaccato dal Com. di                | Montefusco                              | AV              |
| L379          | Trentola                     | Terra di Lavoro | 1927 | Cambia Provincia a                    |                                         | NA              |
| L379          | Trentola                     | NA              | 1945 | Cambia Provincia a                    |                                         | CE              |
| L379          | Trentola                     | CE              | 1949 | Cambia denominazione in               | Trentola-Ducenta                        | CE              |
| L460          | Tufino                       | Terra di Lavoro | 1927 | Cambia Provincia a                    |                                         | NA              |
| L460          | Tufino                       | NA              | 1928 | Aggregato (in Parte) al Com. di       | Casamarciano                            | NA              |
| L460          | Tufino                       | NA              | 1928 | Aggregato (in Parte) al Com. di       | Roccarainola                            | NA              |
| L460          | Tufino                       | NA              | 1946 | Ristaccato (in Parte) dal Com. di     | Casamarciano                            | NA              |
| L460          | Tufino                       | NA              | 1946 | Ristaccato (in Parte) dal Com. di     | Roccarainola                            | NA              |
| L540          | Vairano                      | Terra di Lavoro | 1862 | Cambia denominazione in               | Vairano Patenora                        | Terra di Lavoro |
| L540          | Vairano Patenora             | Terra di Lavoro | 1927 | Cambia Provincia a                    |                                         | NA              |
| L540          | Vairano Patenora             | NA              | 1945 | Cambia Provincia a                    |                                         | CE              |
| L591          | Valle                        | Terra di Lavoro | 1862 | Cambia denominazione in               | Valle di Maddaloni                      | Terra di Lavoro |
| L591          | Valle di Maddaloni           | Terra di Lavoro | 1927 | Cambia Provincia a                    |                                         | NA              |
| L591          | Valle di Maddaloni           | NA              | 1945 | Cambia Provincia a                    |                                         | CE              |
| L594          | Valle di Prata               | Terra di Lavoro | 1863 | Cambia denominazione in               | Valle Agricola                          | Terra di Lavoro |
| L594          | Valle Agricola               | Terra di Lavoro | 1927 | Cambia Provincia a                    |                                         | BN              |
| L594          | Valle Agricola               | BN              | 1945 | Cambia Provincia a                    |                                         | CE              |
| L605          | Vallefredda                  | Terra di Lavoro | 1907 | Staccato dal Com. di                  | Sant'Andrea di Vallefredda              | Terra di Lavoro |
| L605          | Vallefredda                  | Terra di Lavoro | 1927 | Cambia Provincia e Regione a          |                                         | FR Lazio        |
| L614          | Vallerotonda                 | Terra di Lavoro | 1927 | Cambia Provincia e Regione a          |                                         | FR Lazio        |
| L616          | Vallesaccarda                | AV              | 1958 | Staccato dal Com. di                  | Trevico                                 | AV              |
| L628          | Vallo                        | SA              | 1862 | Cambia denominazione in               | Vallo della Lucania                     | SA              |
| L688          | Varoni                       | BN              | 1867 | Aggregato al Com. di                  | Montesarchio                            | BN              |
| L725          | Venafro                      | Terra di Lavoro | 1861 | Cambia Provincia e Regione a          |                                         | CB Abruzzo      |
| L739          | Venticano                    | AV              | 1948 | Staccato dal Com. di                  | Pietradefusi                            | AV              |
| L742          | Ventotene                    | Terra di Lavoro | 1927 | Cambia Provincia e Regione a          |                                         | NA              |
| L742          | Ventotene                    | NA              | 1934 | Cambia Provincia e Regione a          |                                         | LT Lazio        |
| L742          | Ventotene                    | LT Lazio        | 1935 | Cambia Provincia e Regione a          |                                         | NA              |
| L742          | Ventotene                    | NA              | 1937 | Cambia Provincia e Regione a          |                                         | LT Lazio        |
| L836          | Vicalvi                      | Terra di Lavoro | 1927 | Cambia Provincia e Regione a          |                                         | FR Lazio        |
| L844          | Vico di Pantano              | Terra di Lavoro | 1927 | Cambia Provincia a                    |                                         | NA              |
| L844          | Vico di Pantano              | NA              | 1927 | Cambia denominazione in               | Villa Literno                           | NA              |
| L844          | Villa Literno                | NA              | 1945 | Cambia Provincia a                    |                                         | CE              |
| L860          | Vietri                       | SA              | 1862 | Cambia denominazione in               | Vietri sul Mare                         | SA              |
| L905          | Villa                        | Terra di Lavoro | 1863 | Cambia denominazione in               | Villa Santa Lucia                       | Terra di Lavoro |
| L905          | Villa Santa Lucia            | Terra di Lavoro | 1927 | Cambia Provincia e Regione a          |                                         | FR Lazio        |
| L973          | Villanova                    | AV              | 1862 | Cambia denominazione in               | Villanova del Battista                  | AV              |
| M035          | Villa Volturno               | NA              | 1945 | Cambia Provincia a                    |                                         | CE              |
| M072          | Visciano                     | Terra di Lavoro | 1927 | Cambia Provincia a                    |                                         | NA              |
| M083          | Viticuso                     | Terra di Lavoro | 1902 | Staccato dal Com. di                  | Viticuso ed Acquafondata                | Terra di Lavoro |
| M083          | Viticuso                     | Terra di Lavoro | 1927 | Cambia Provincia e Regione a          |                                         | FR Lazio        |
| M084          | Viticuso                     | Terra di Lavoro | 1863 | Cambia denominazione in               | Viticuso ed Acquafondata                | Terra di Lavoro |
| M084          | Viticuso ed Acquafondata     | Terra di Lavoro | 1902 | Aggregato (in Parte) al Com. di       | Acquafondata                            | Terra di Lavoro |
| M084          | Viticuso ed Acquafondata     | Terra di Lavoro | 1902 | Aggregato (in Parte) al Com. di       | Viticuso                                | Terra di Lavoro |
| M084          | Viticuso ed Acquafondata     | Terra di Lavoro | 1927 | Cambia Regione Post Mortem            |                                         | FR Lazio        |
| M092          | Vitulaccio                   | Terra di Lavoro | 1882 | Cambia denominazione in               | Vitulazio                               | Terra di Lavoro |
| M092          | Vitulazio                    | Terra di Lavoro | 1927 | Cambia Provincia a                    |                                         | NA              |
| M092          | Vitulazio                    | NA              | 1928 | Aggregato al Nuovo Com. di            | Villa Volturno                          | NA              |
| M092          | Vitulazio                    | CE              | 1946 | Ristaccato dal Com. di                | Villa Volturno                          | CE              |
| M093          | Vitulano                     | AV              | 1861 | Cambia Provincia a                    |                                         | BN              |
| M115          | Volla                        | NA              | 1953 | Staccato dal Com. di                  | San Sebastiano al Vesuvio               | NA              |
| M130          | Volturara                    | AV              | 1862 | Cambia denominazione in               | Volturara Irpina                        | AV              |
| M253          | Sicignano                    | SA              | 1928 | Cambia denominazione in               | Sicignano degli Alburni                 | SA              |
| M260          | Casapesenna                  | CE              | 1973 | Staccato dal Com. di                  | San Cipriano d'Aversa                   | CE              |
| M262          | Cellole                      | CE              | 1973 | Staccato dal Com. di                  | Sessa Aurunca                           | CE              |
| M262          | Cellole                      | CE              | 1981 | Aggregato al Com. di                  | Sessa Aurunca                           | CE              |
| M262          | Cellole                      | CE              | 1982 | Ristaccato dal Com. di                | Sessa Aurunca                           | CE              |
| M273          | Santa Maria la Carità        | NA              | 1978 | Staccato dal Com. di                  | Gragnano                                | NA              |
| M280          | Trecase                      | NA              | 1980 | Staccato dal Com. di                  | Boscotrecase                            | NA              |
| M289          | Massa di Somma               | NA              | 1988 | Staccato dal Com. di                  | Cercola                                 | NA              |
| M294          | Bellizzi                     | SA              | 1990 | Staccato dal Com. di                  | Montecorvino Rovella                    | SA              |